# Biserica de lemn din Țigău

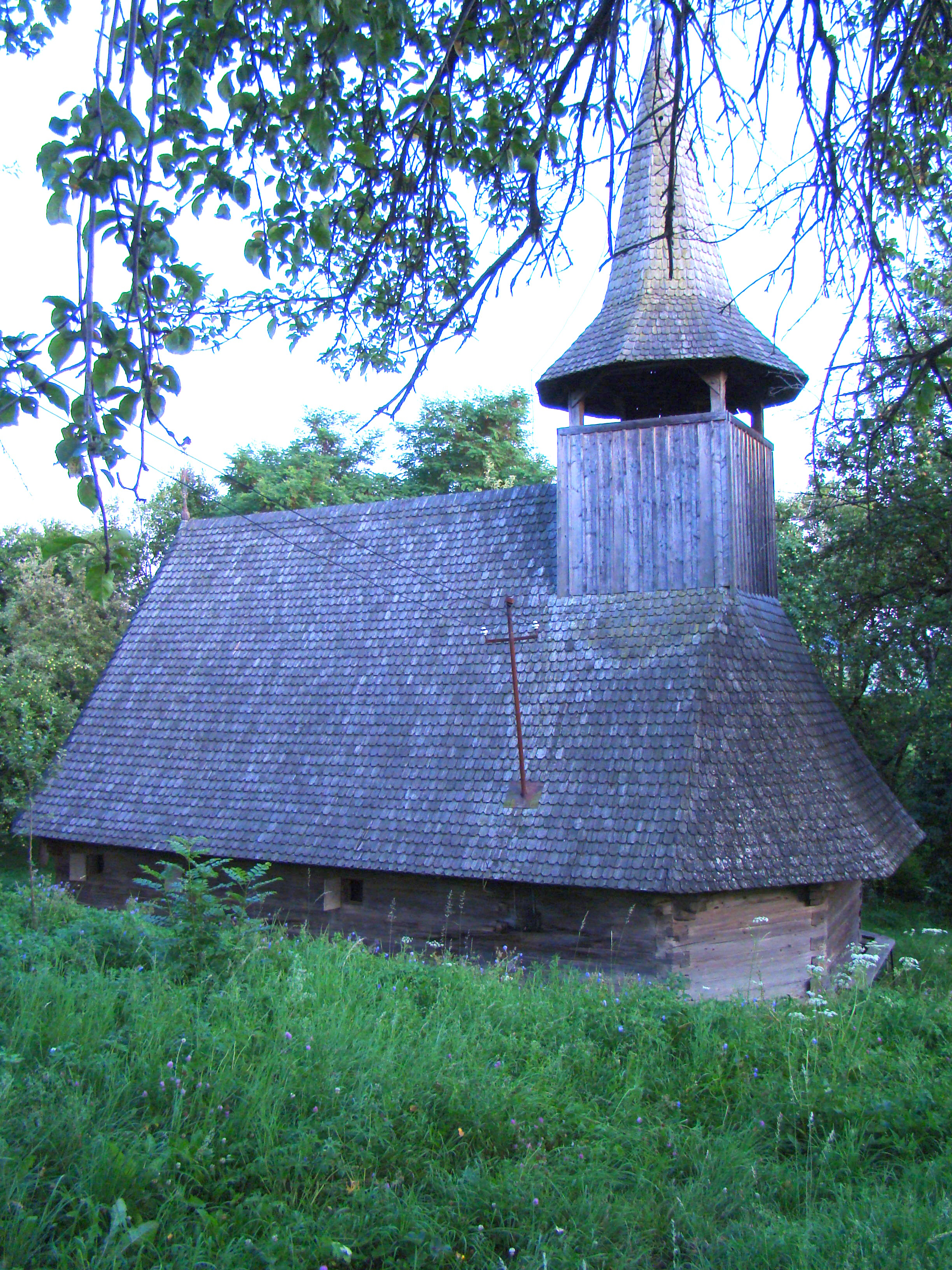
Biserica de lemn „Cuvioasa Paraschiva” din Țigău, comuna Lechința, județul Bistrița-Năsăud, foto: iulie 2009.

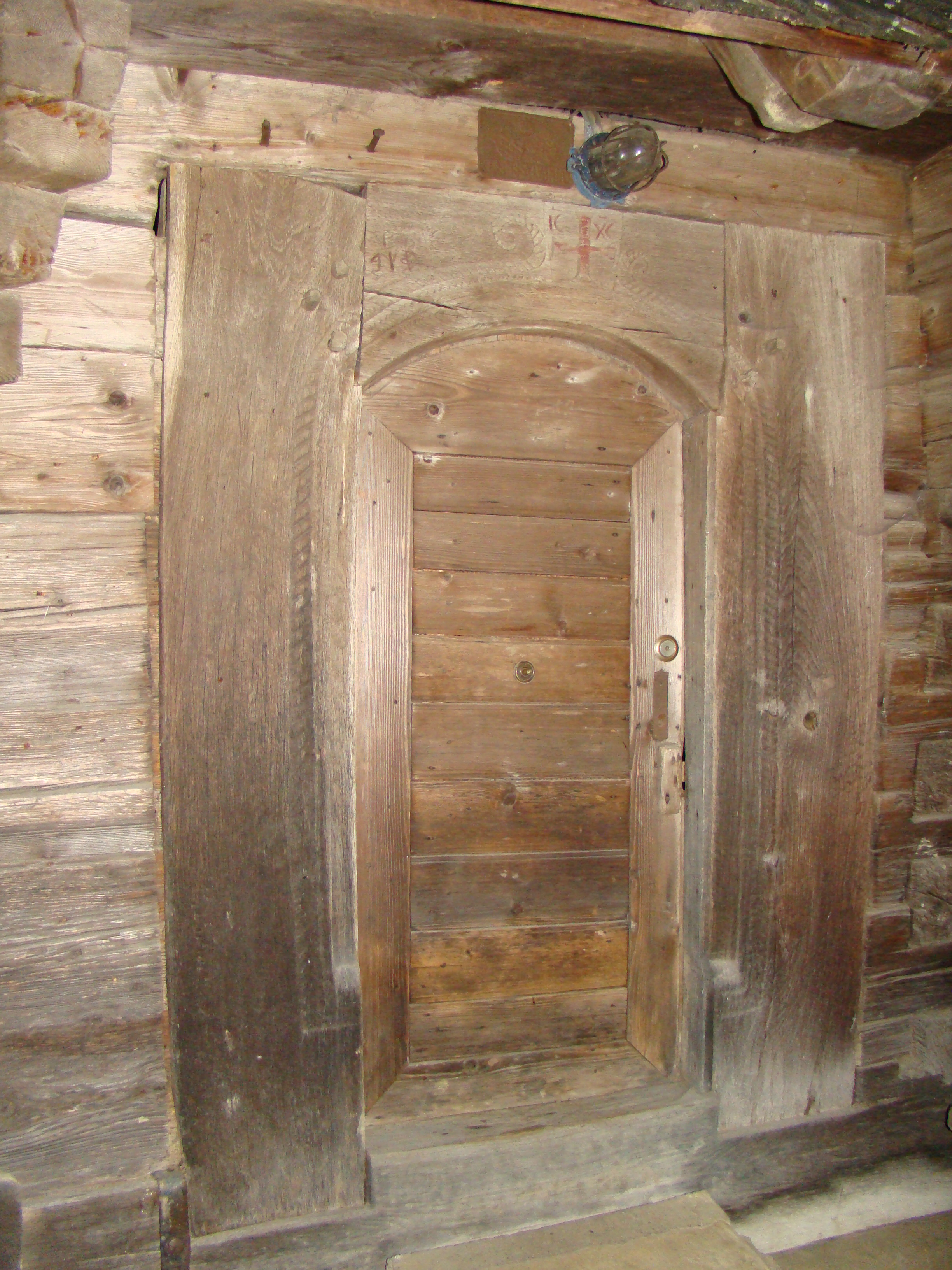
Portalul exterior

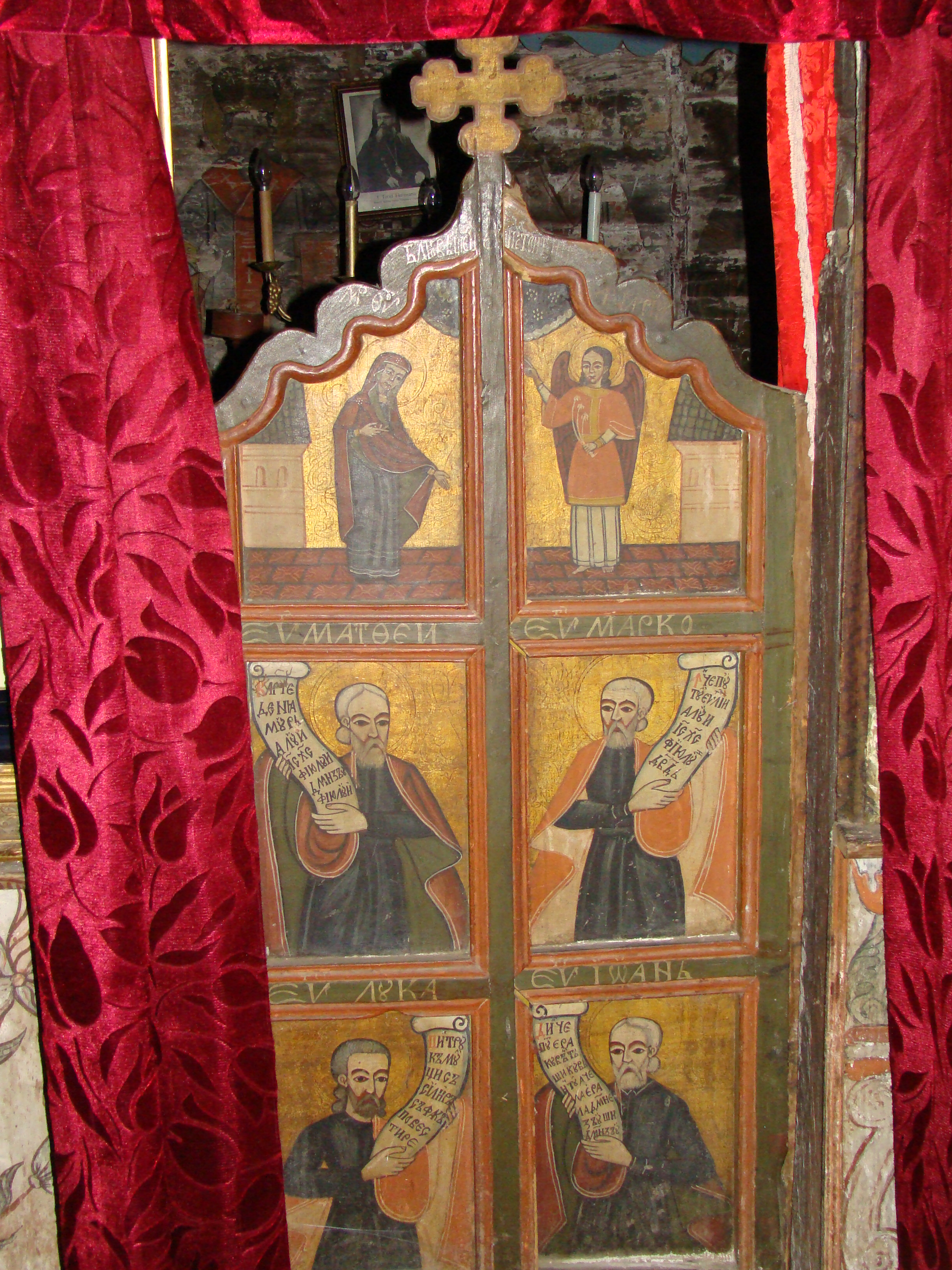
Uşile împărăteşti: „Evangheliştii”, „Buna Vestire”

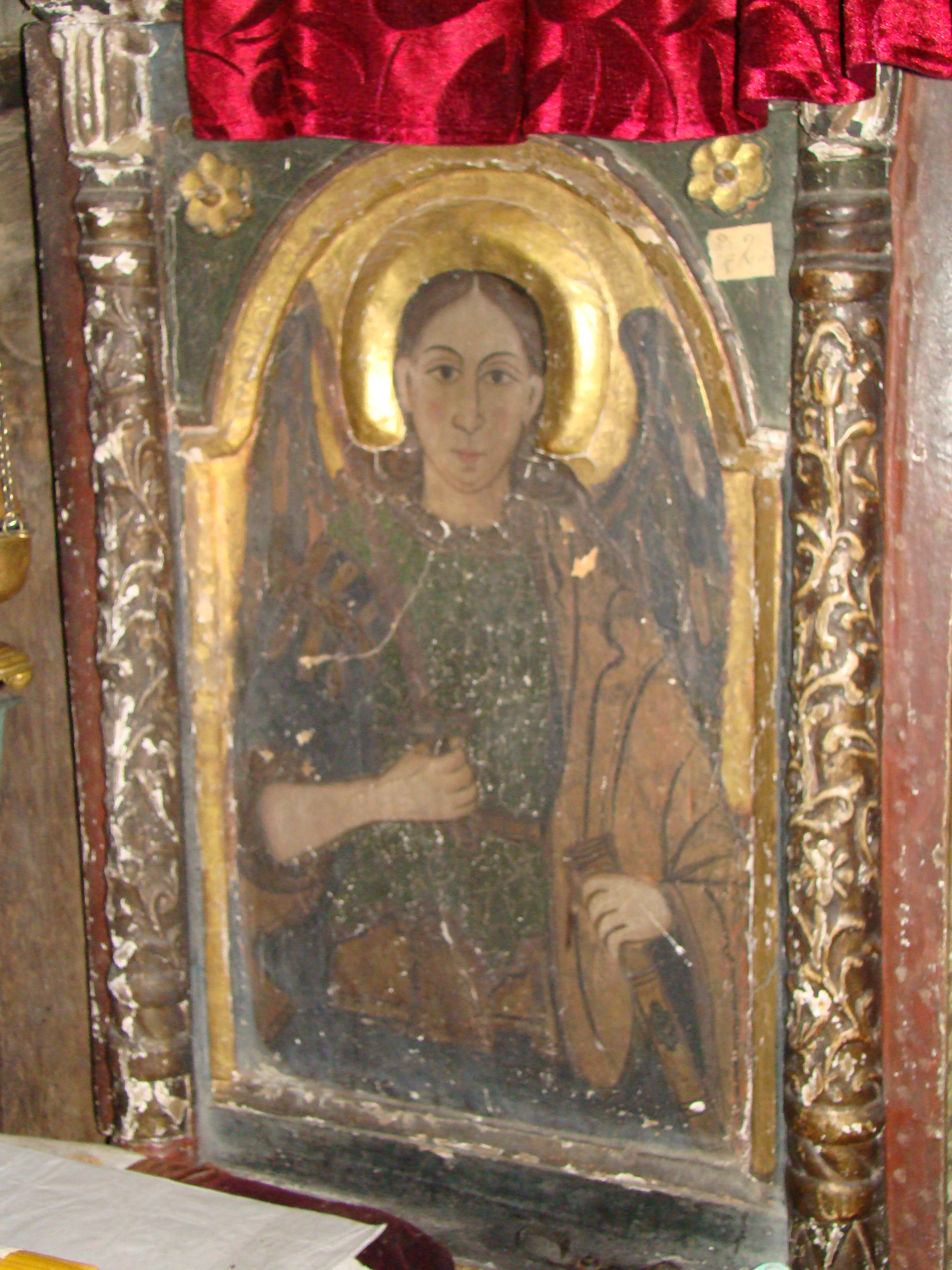
Icoană împărătească: Arhanghelul Mihail

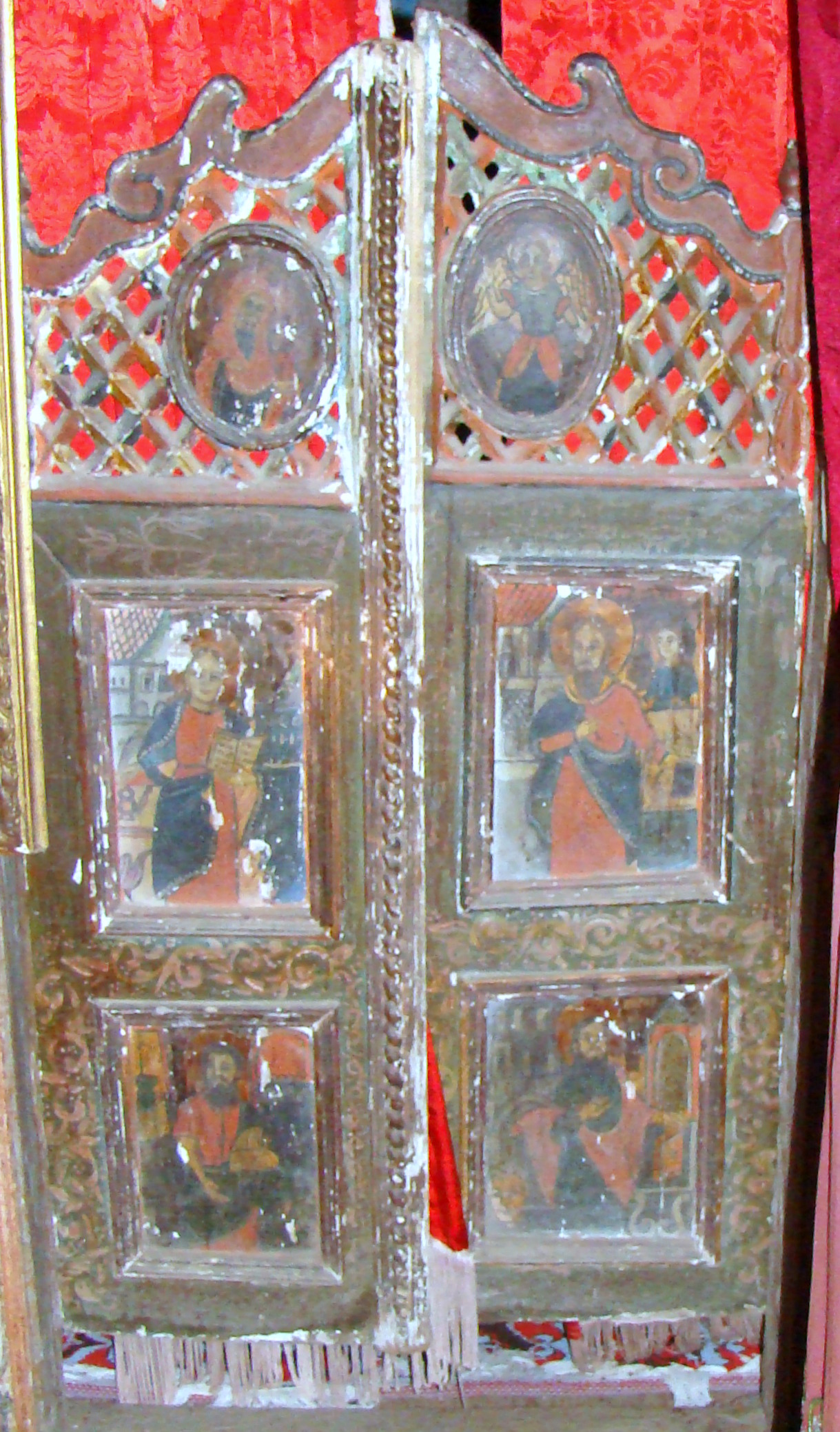
Al doilea rând de uşi împărăteşti

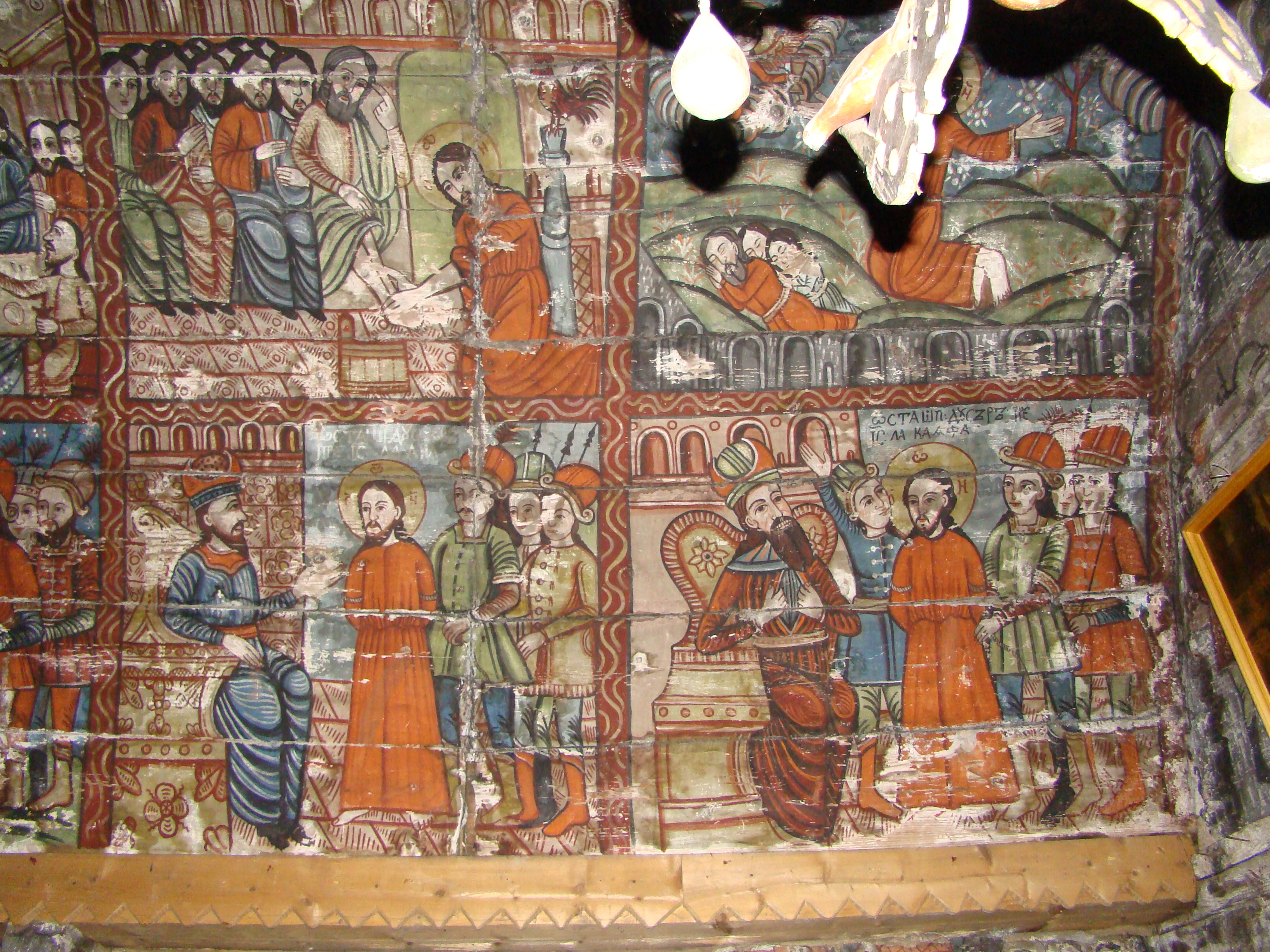
Pictura naosului, ciclul hristologic

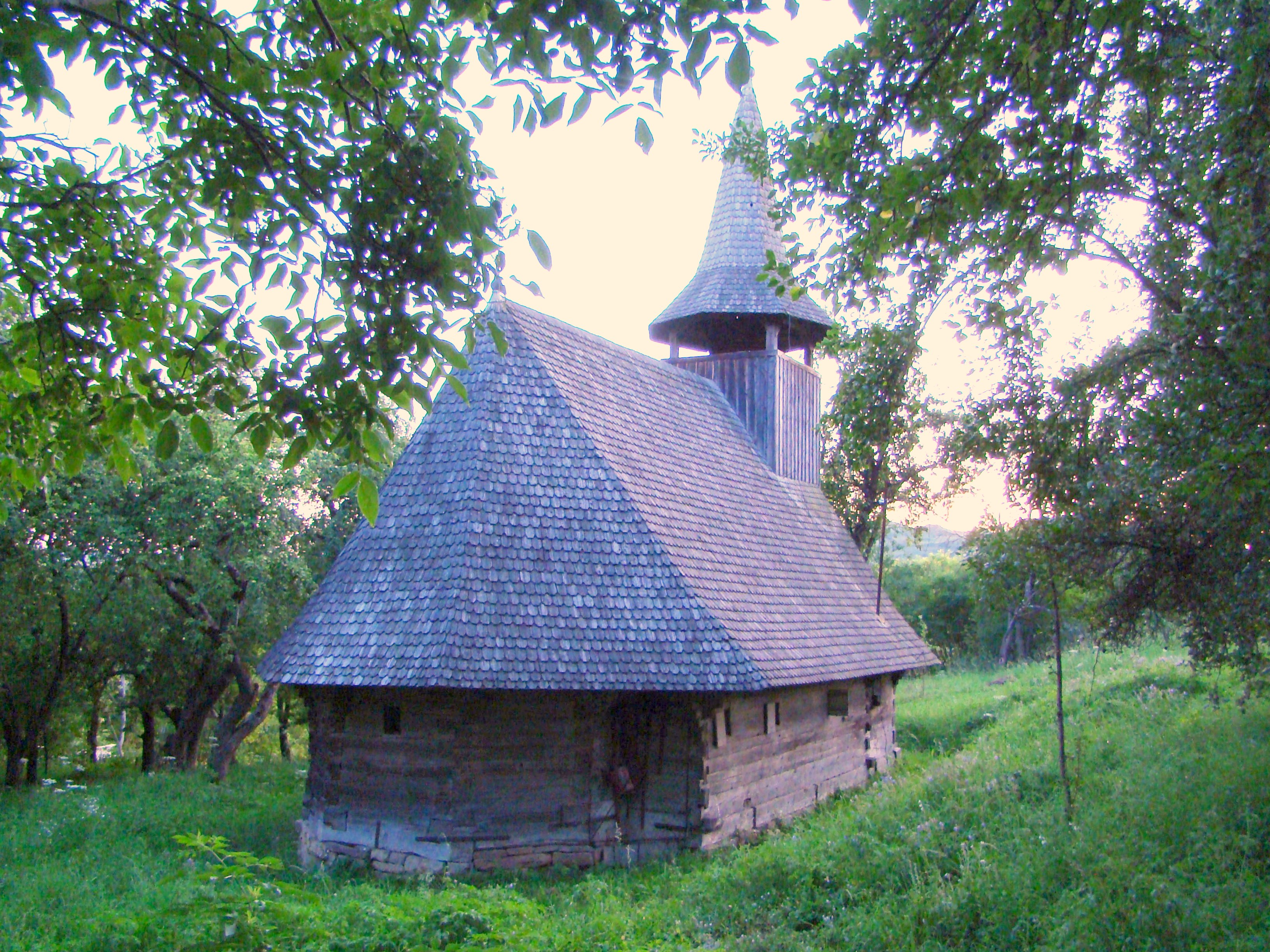
Biserica (nord-est)

Biserica de lemn din Țigău, comuna Lechința, județul Bistrița-Năsăud datează din anul 1706 . Lăcașul are hramul „Sfânta Cuvioasă Paraschiva” (14 octombrie) și figurează pe lista monumentelor istorice, cod LMI BN-II-m-A-01721. 

## Istoric și trăsături
Țigău este un sat preponderent maghiar în care există un număr de circa 30 de familii de români ortodocși. Aceștia folosesc o bisericuță de lemn, monument istoric, datând din 1706, adusă în Țigău din localitatea Șaru Dornei. Pictura interioară este realizată de același zugrav (Ioan Ștențel din Sânmărghita) care a pictat și bisericuța de lemn din Chiraleș, mutată în cadrul secției în aer liber a Muzeului Etnografic al Transilvaniei din Cluj-Napoca. În data de 1 martie 2009, Episcopul Vasile Someșanul a sfințit piatra de temelie a unei noi biserici, de zid, la Țigău, cu o arhitectură în stil moldovenesc. 

## Imagini din interior

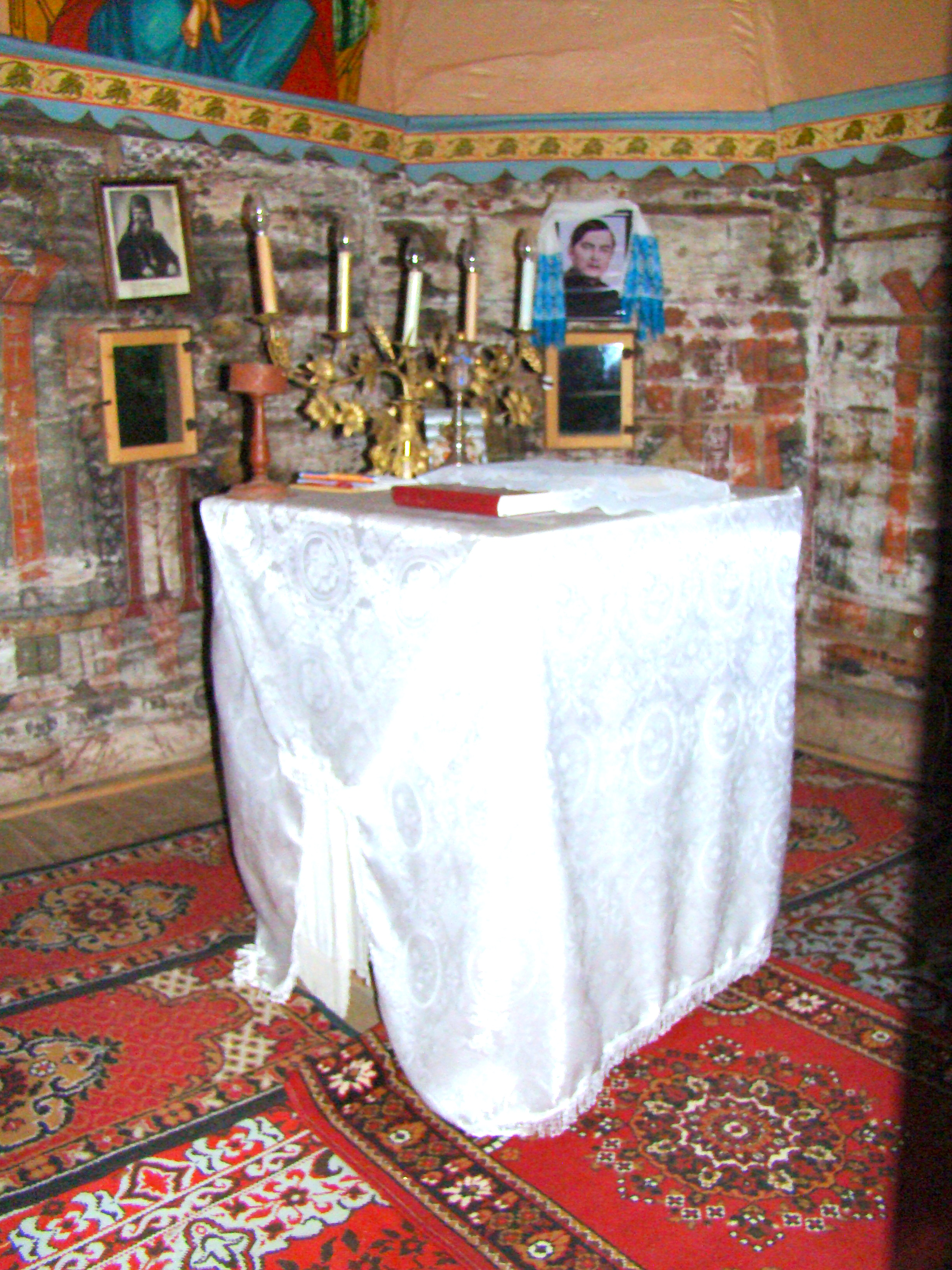
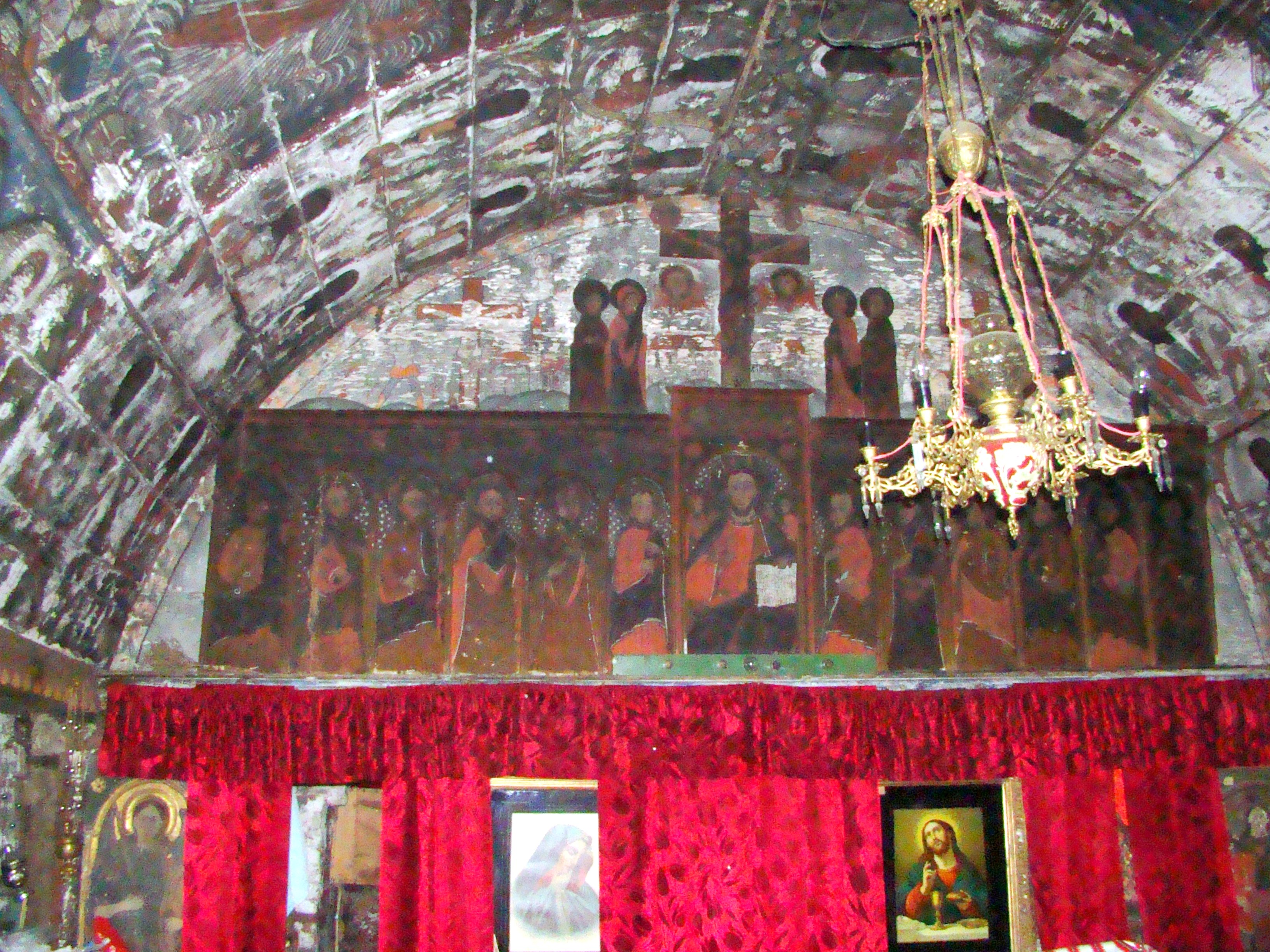
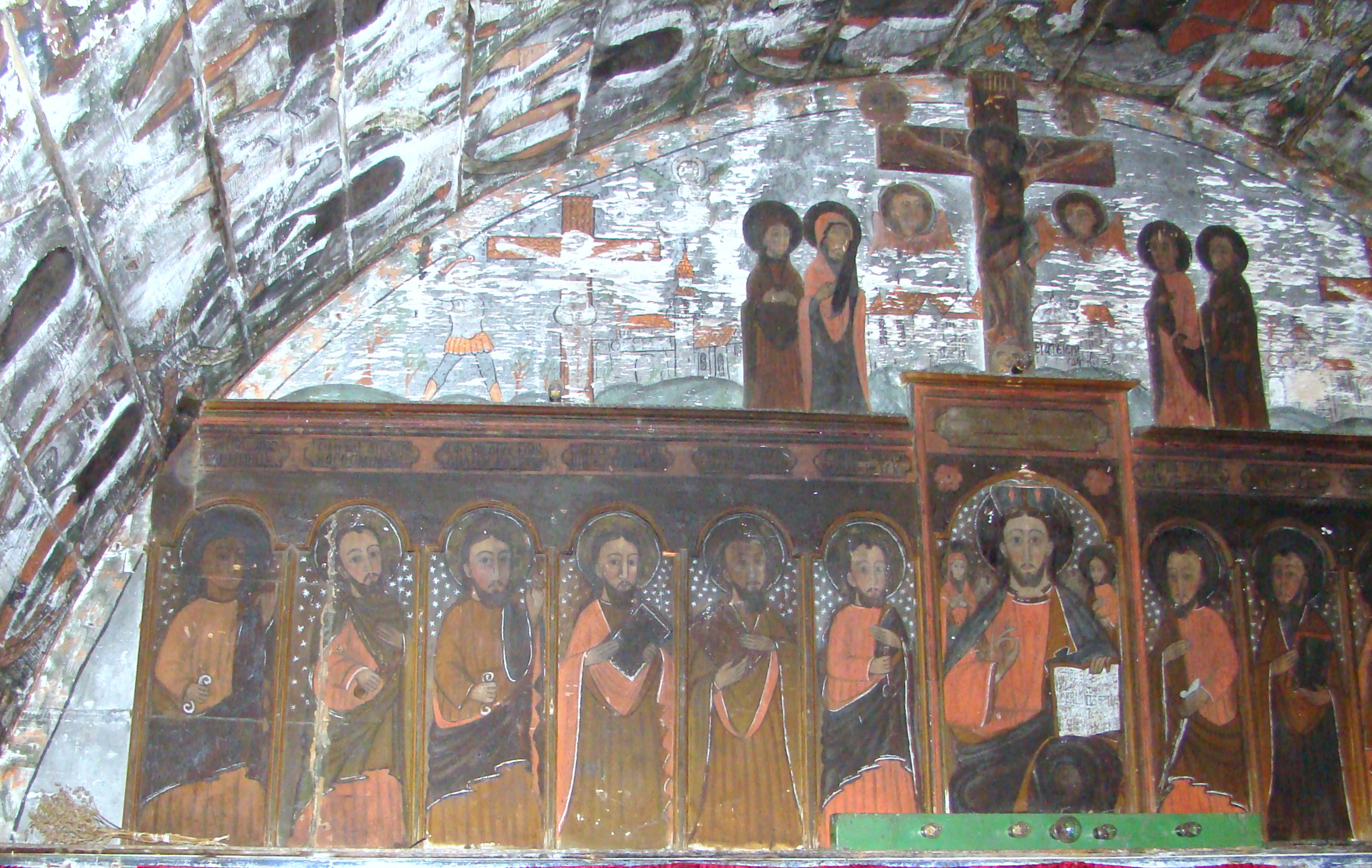
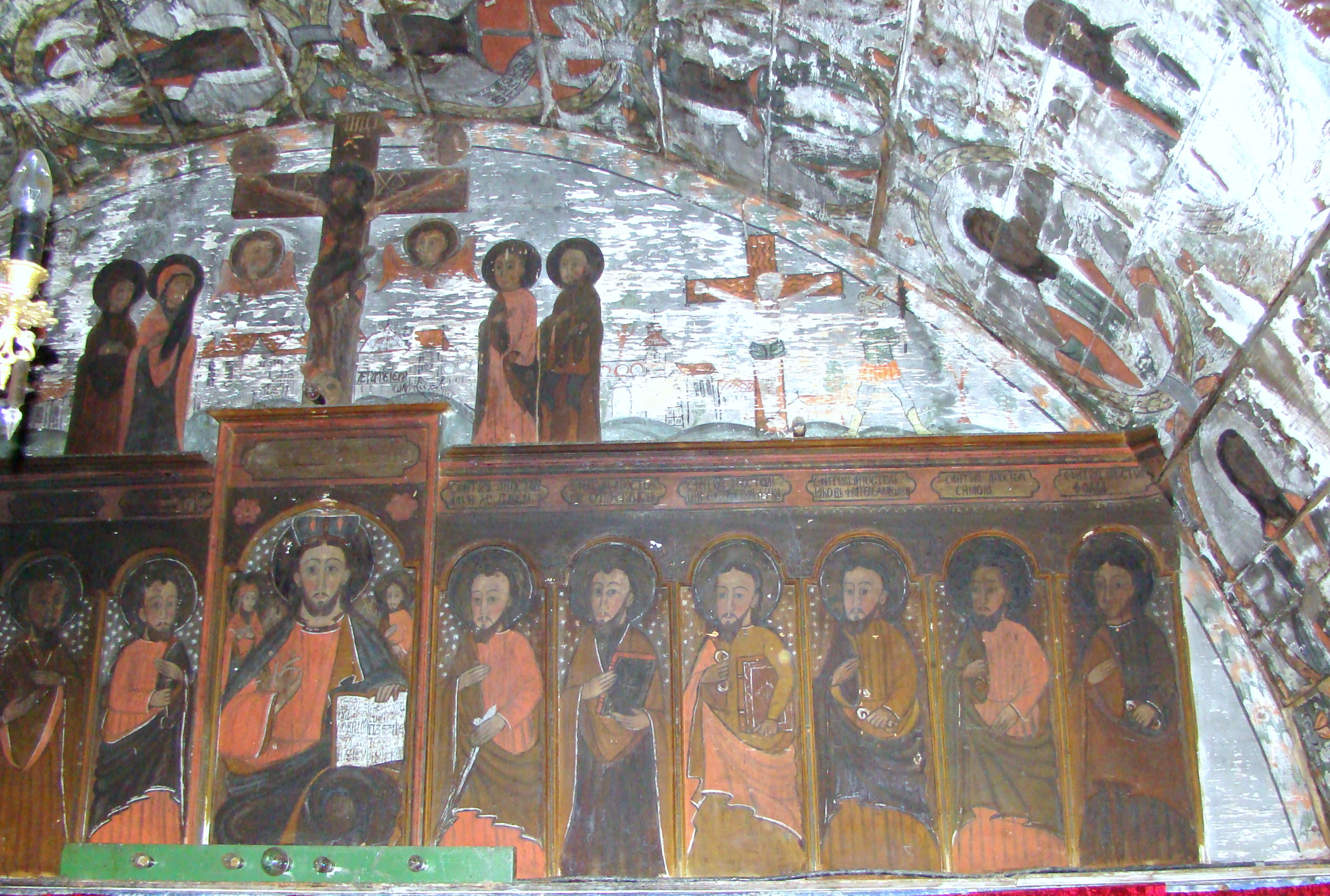
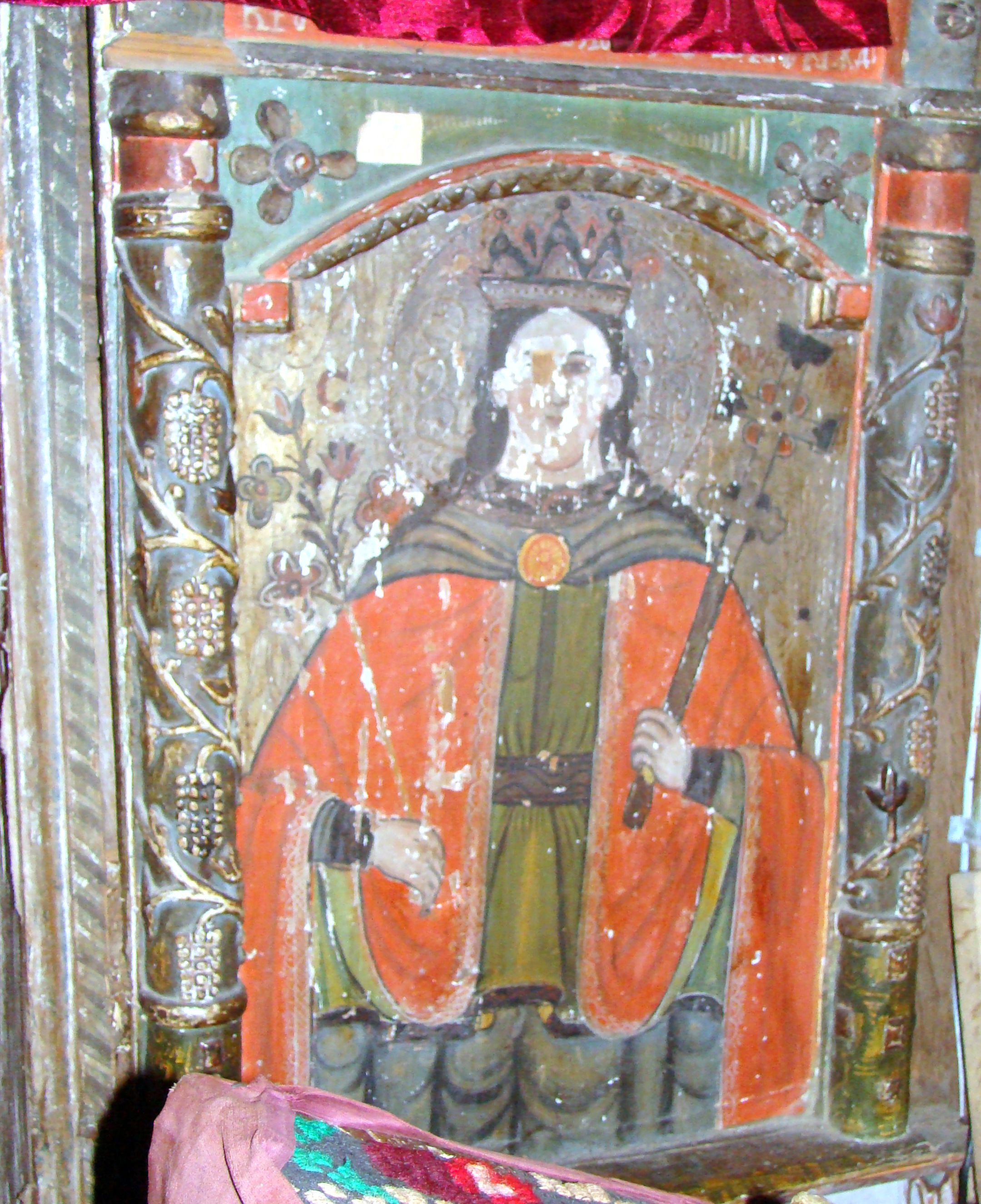
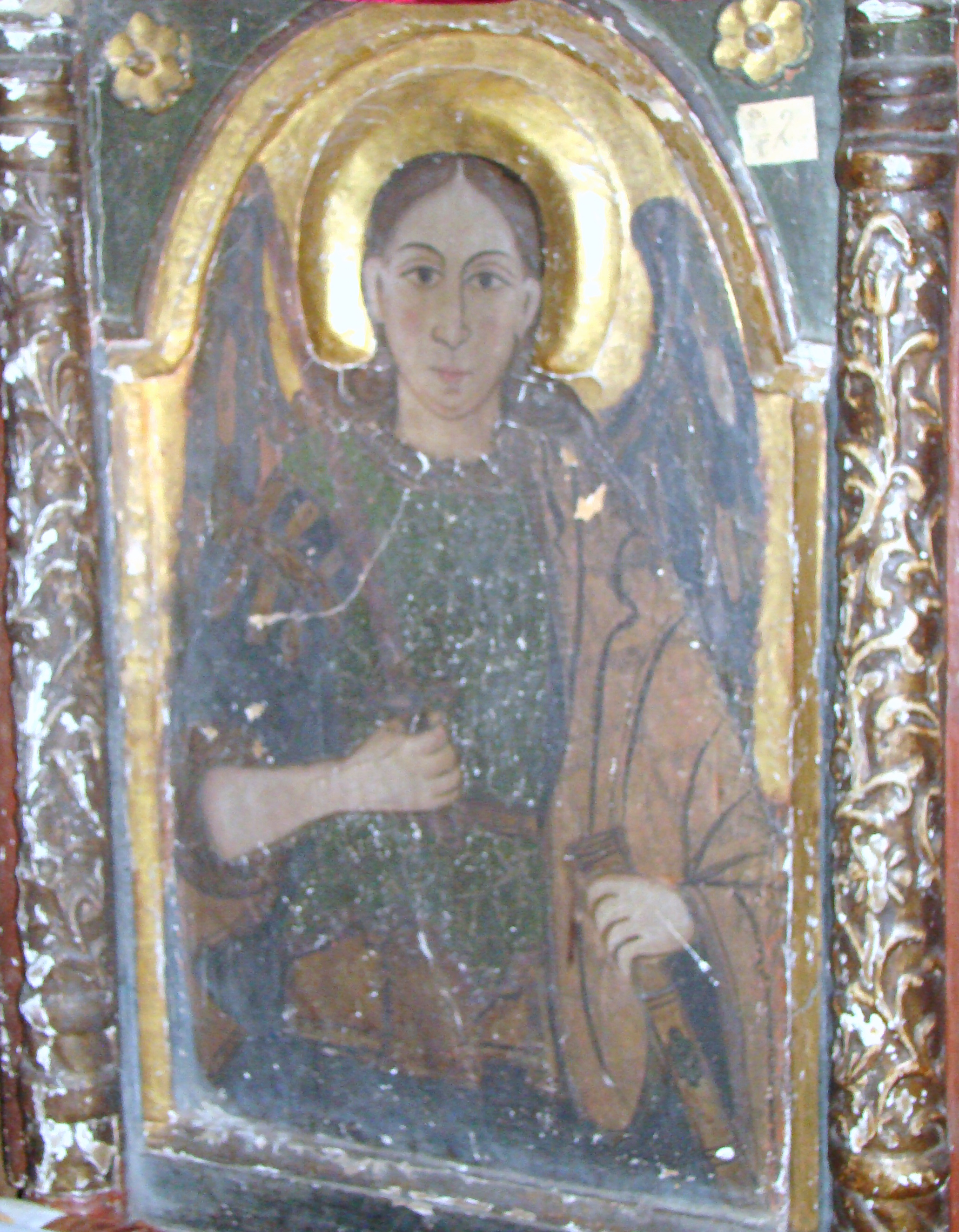
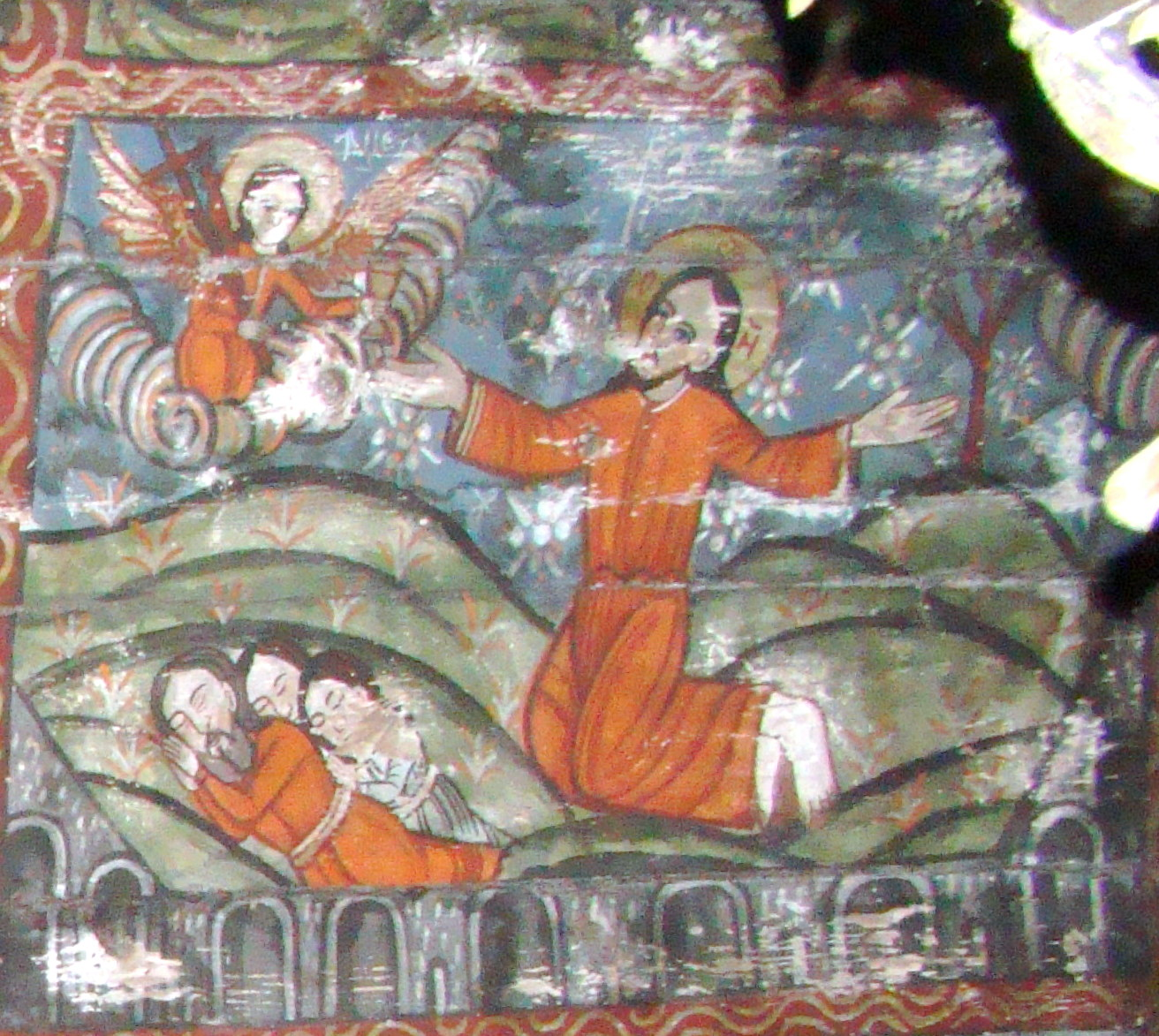
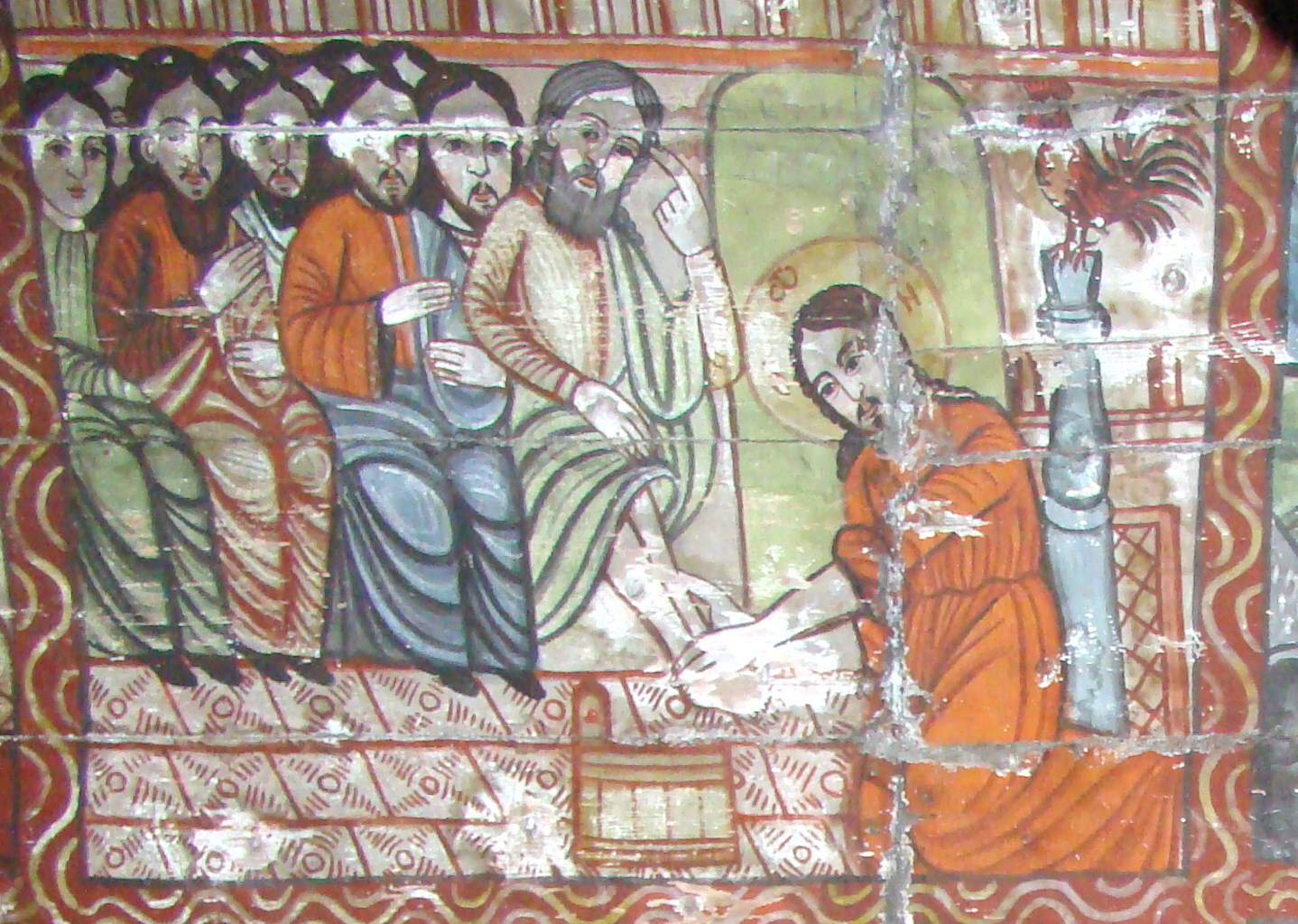
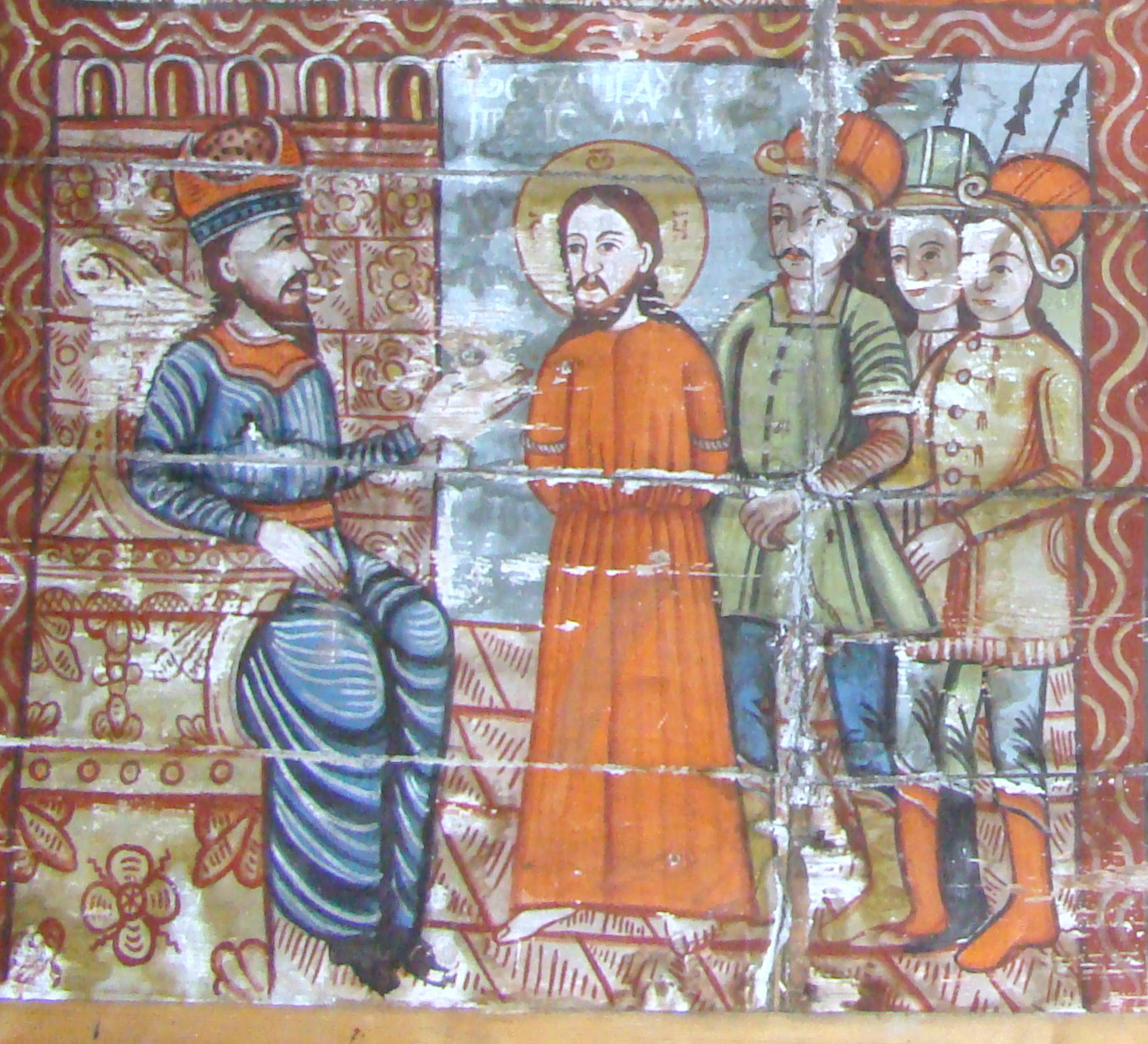
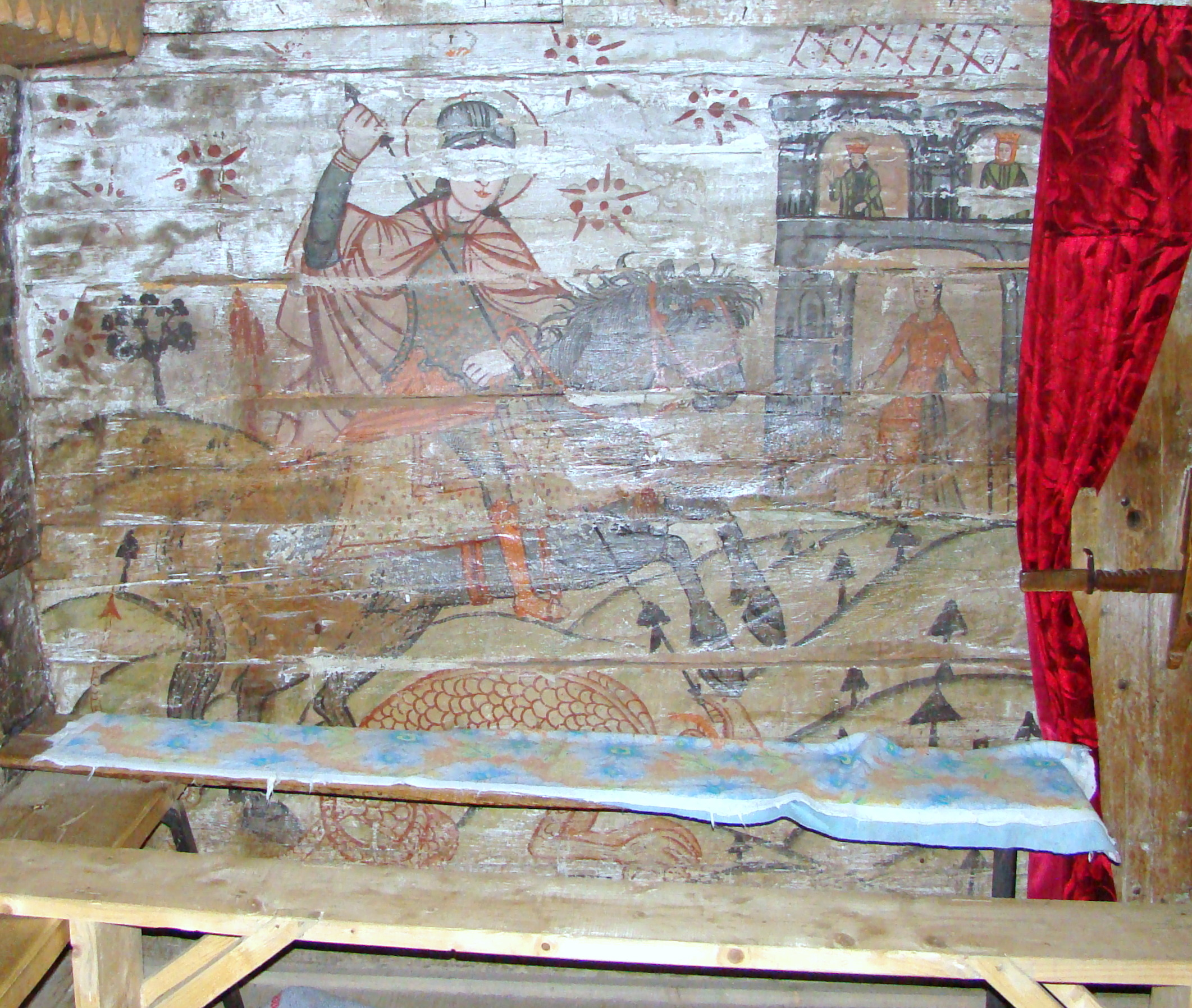
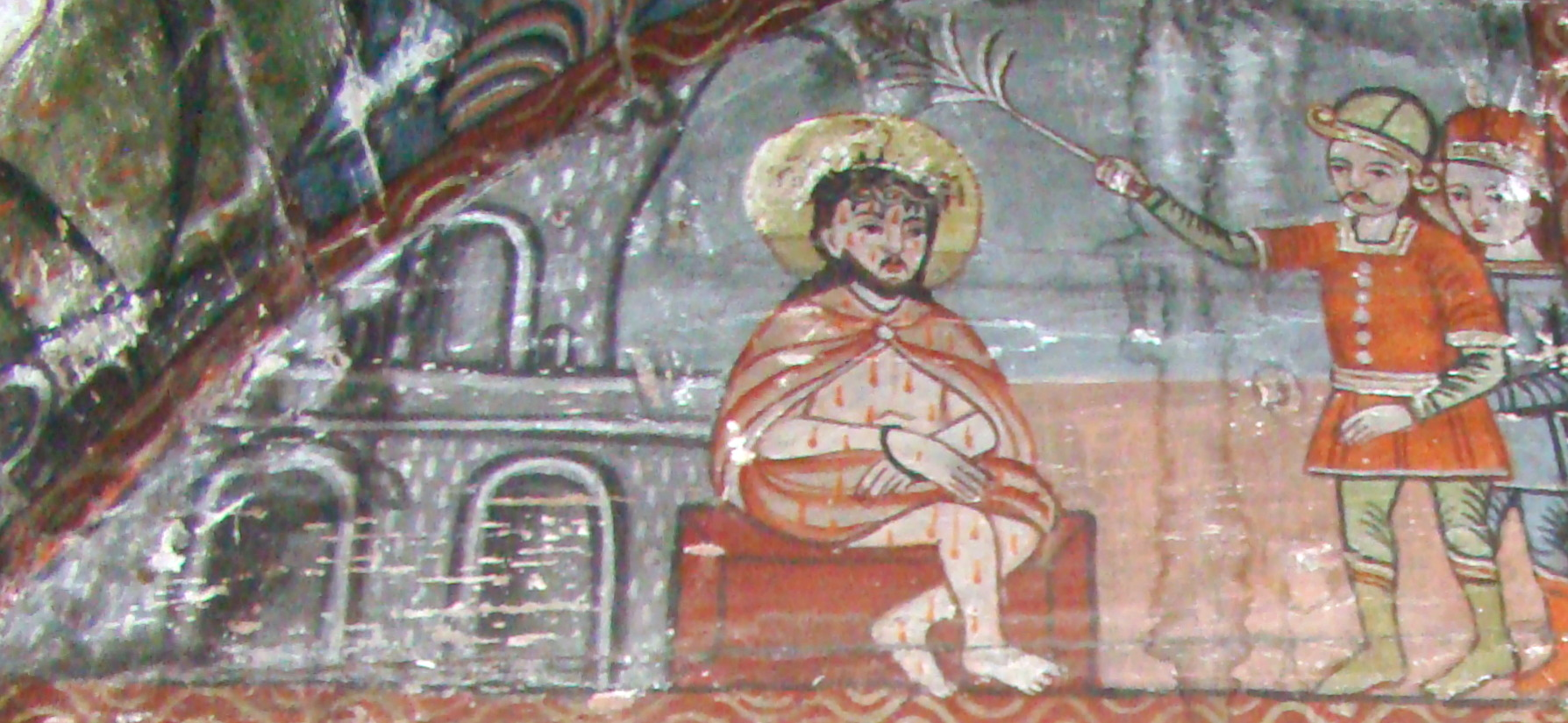
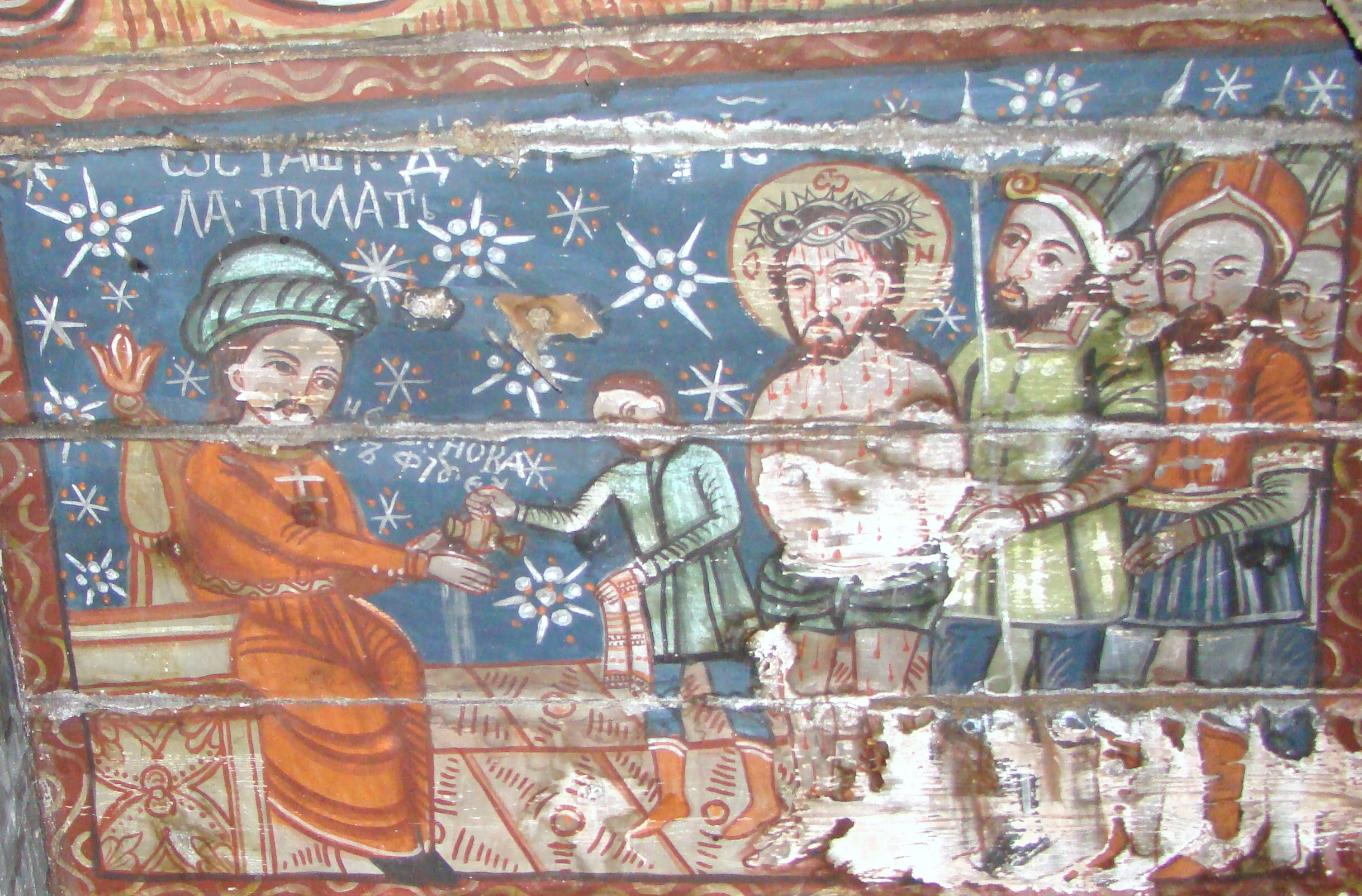
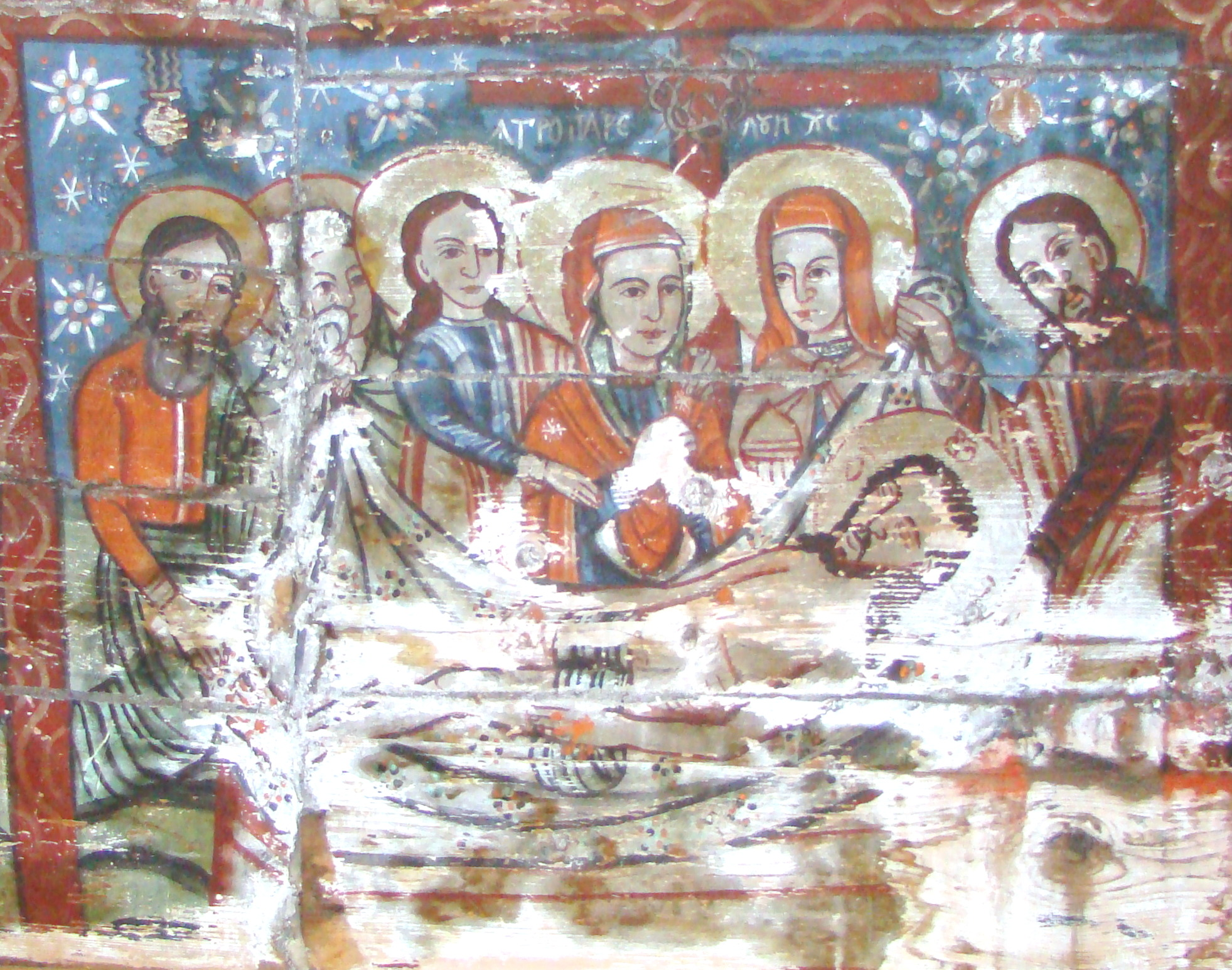
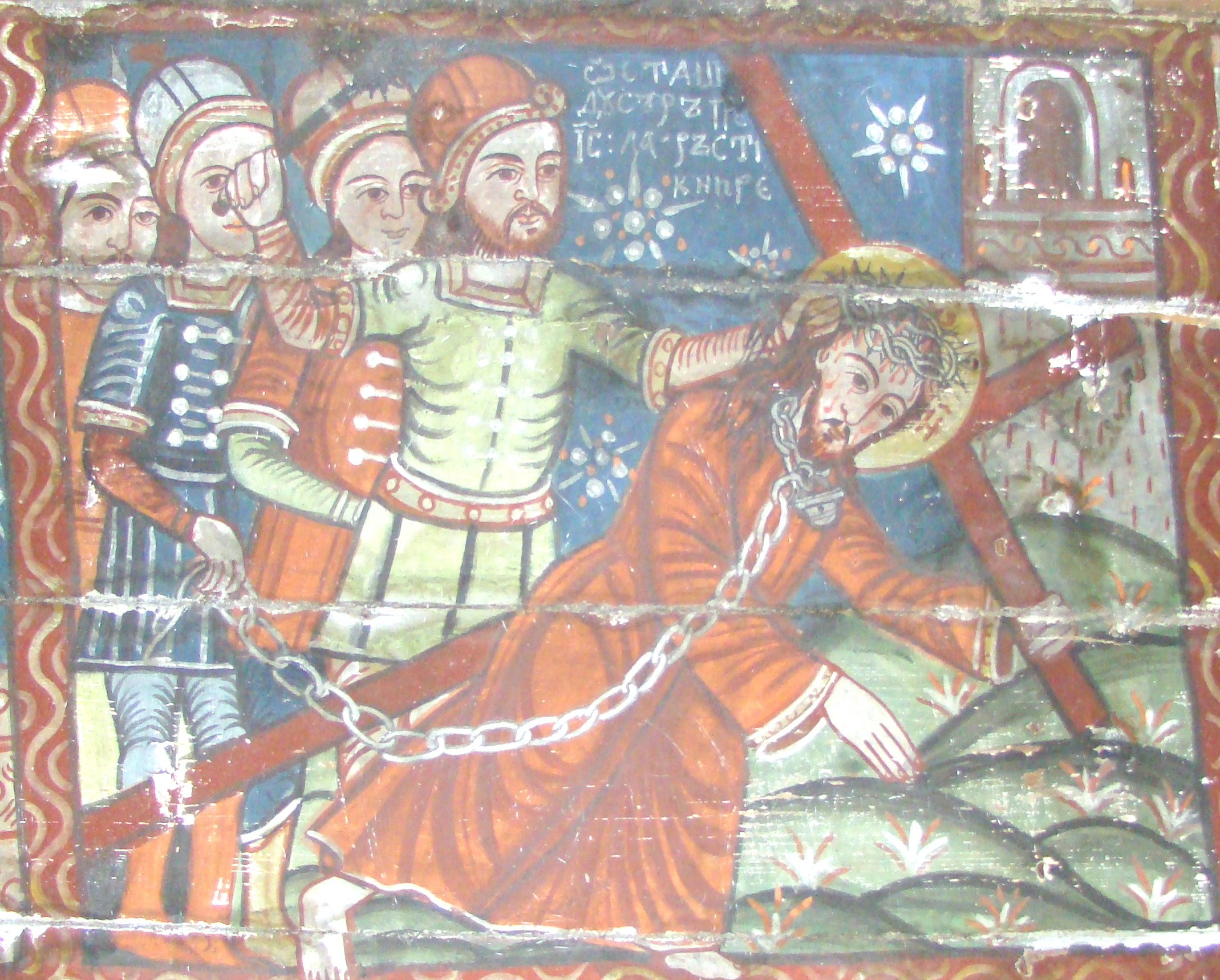
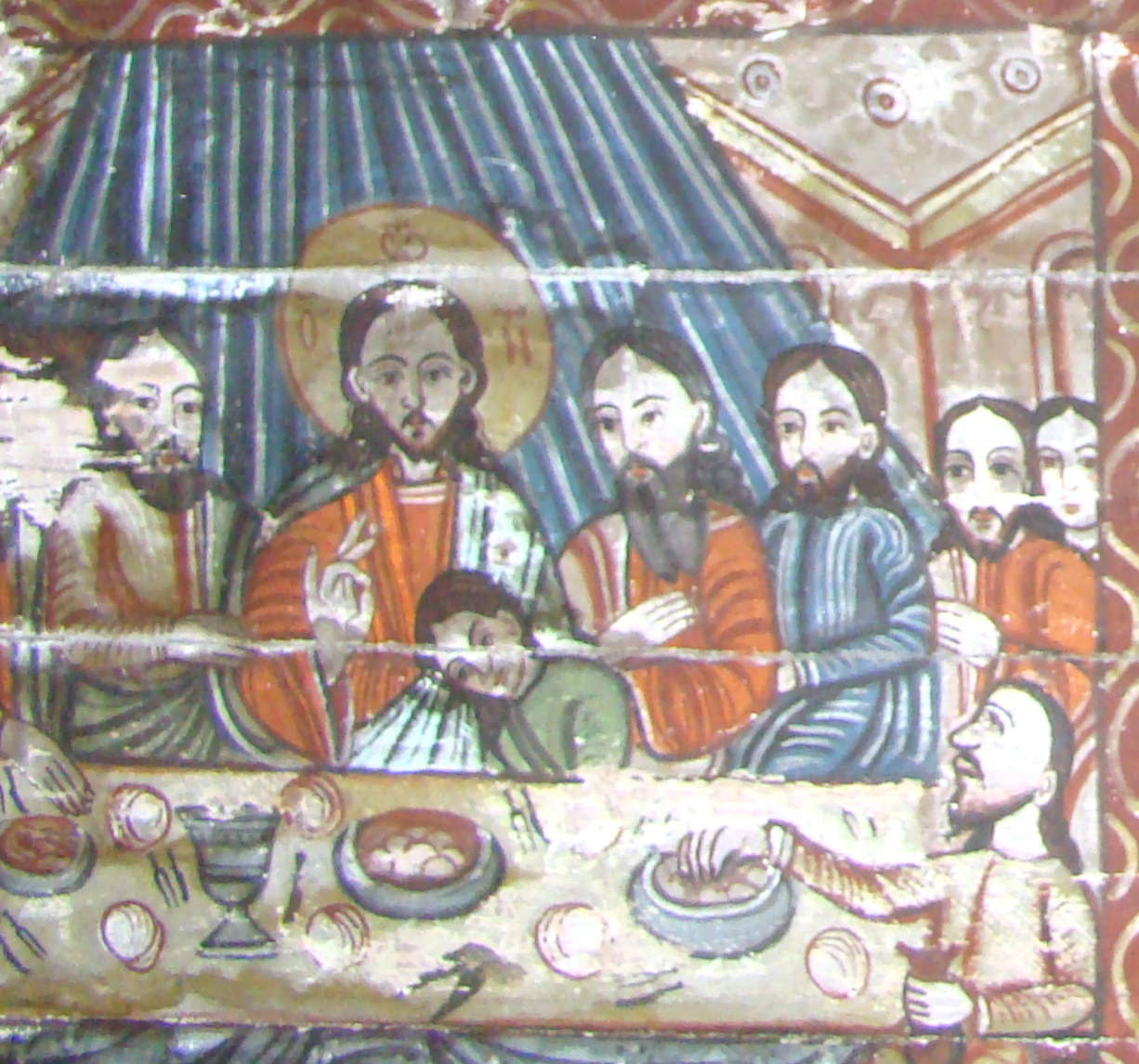
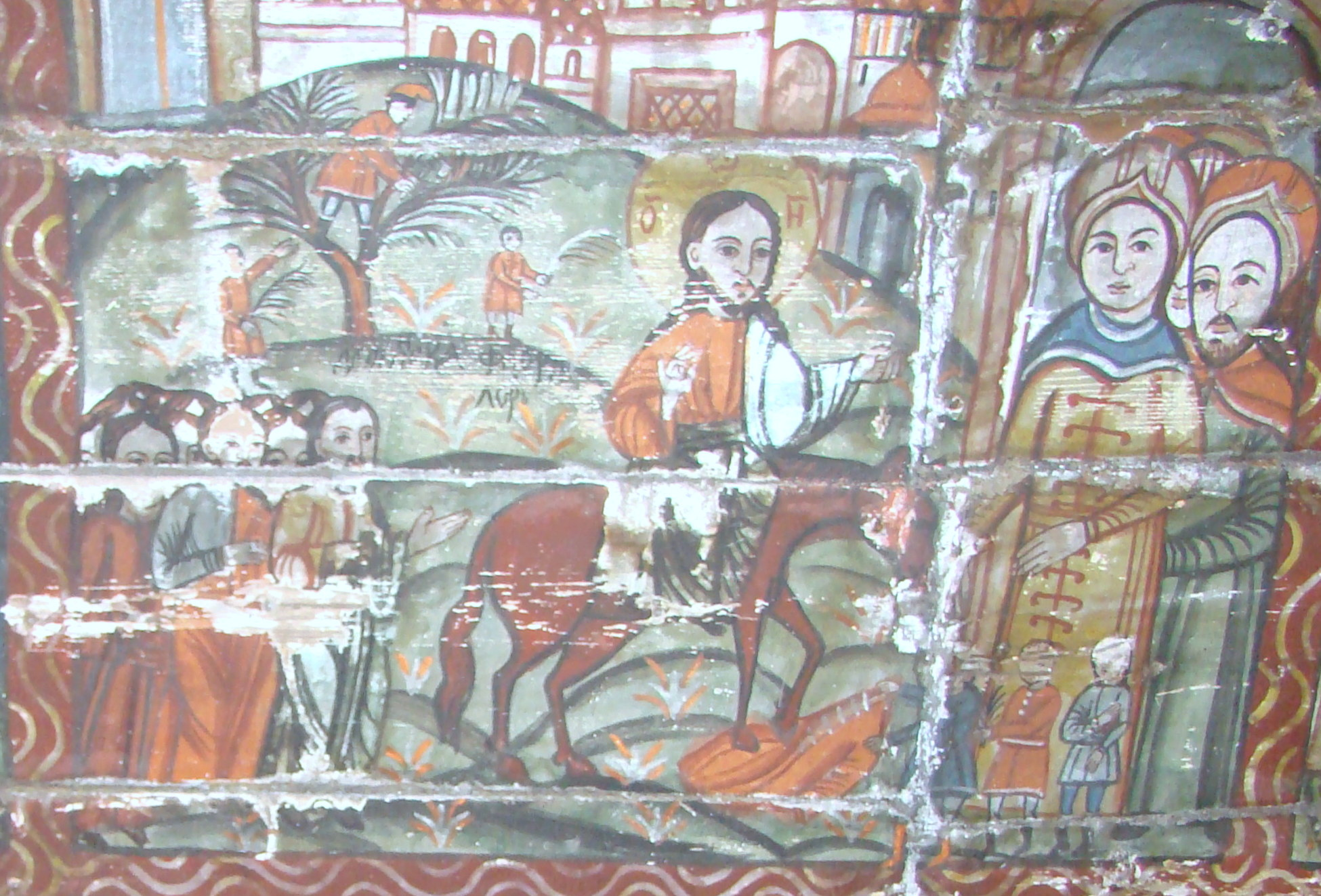
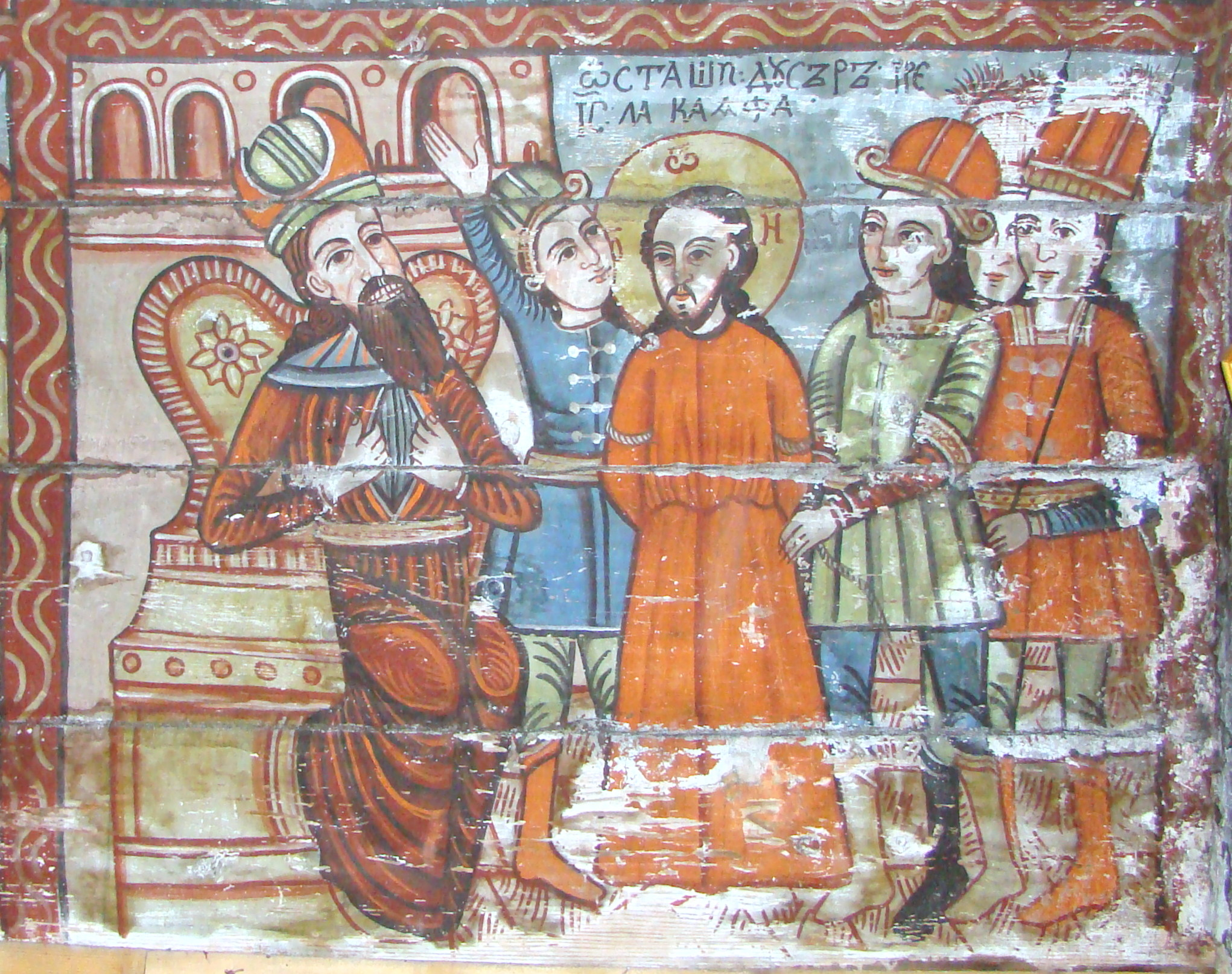
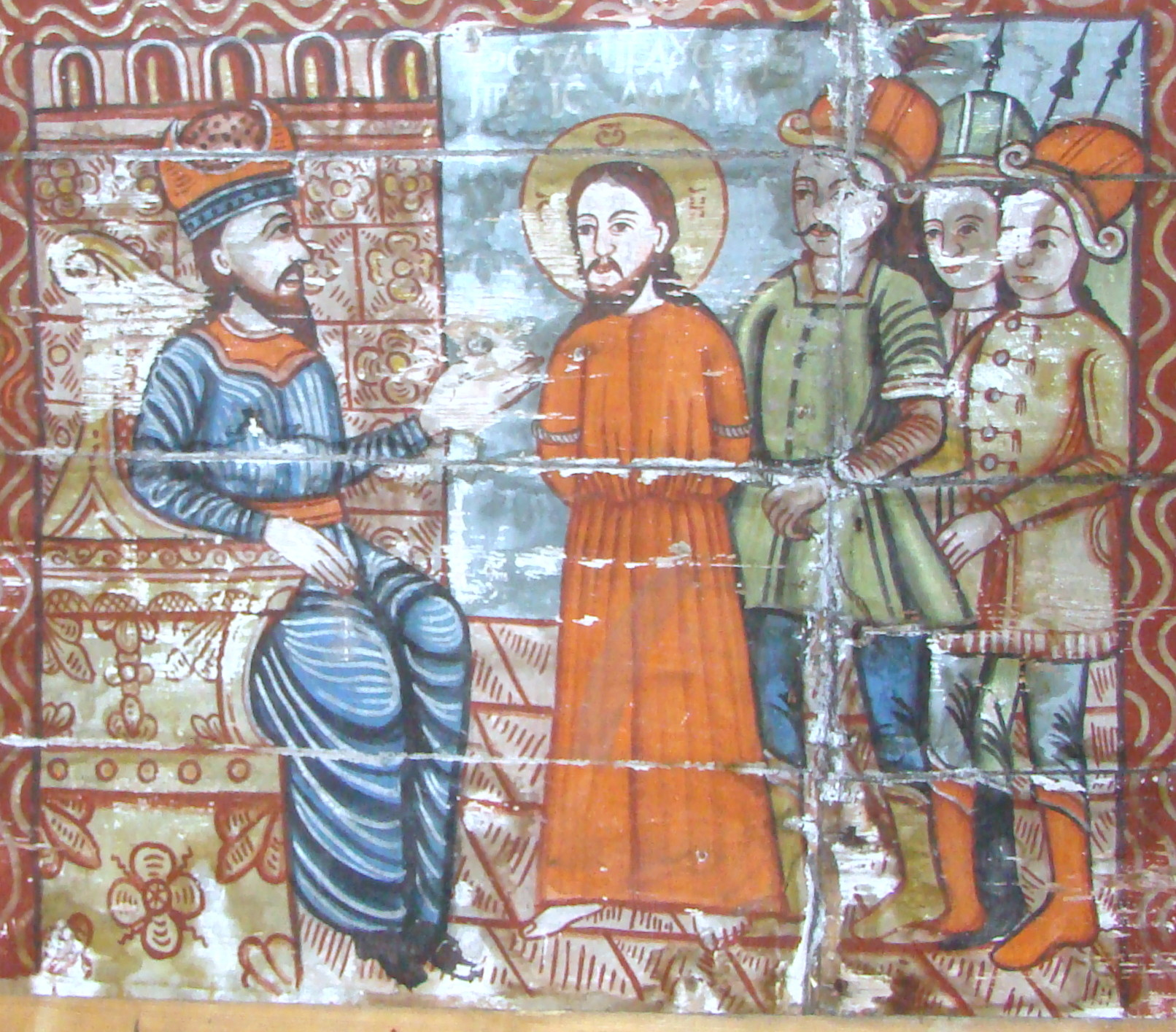
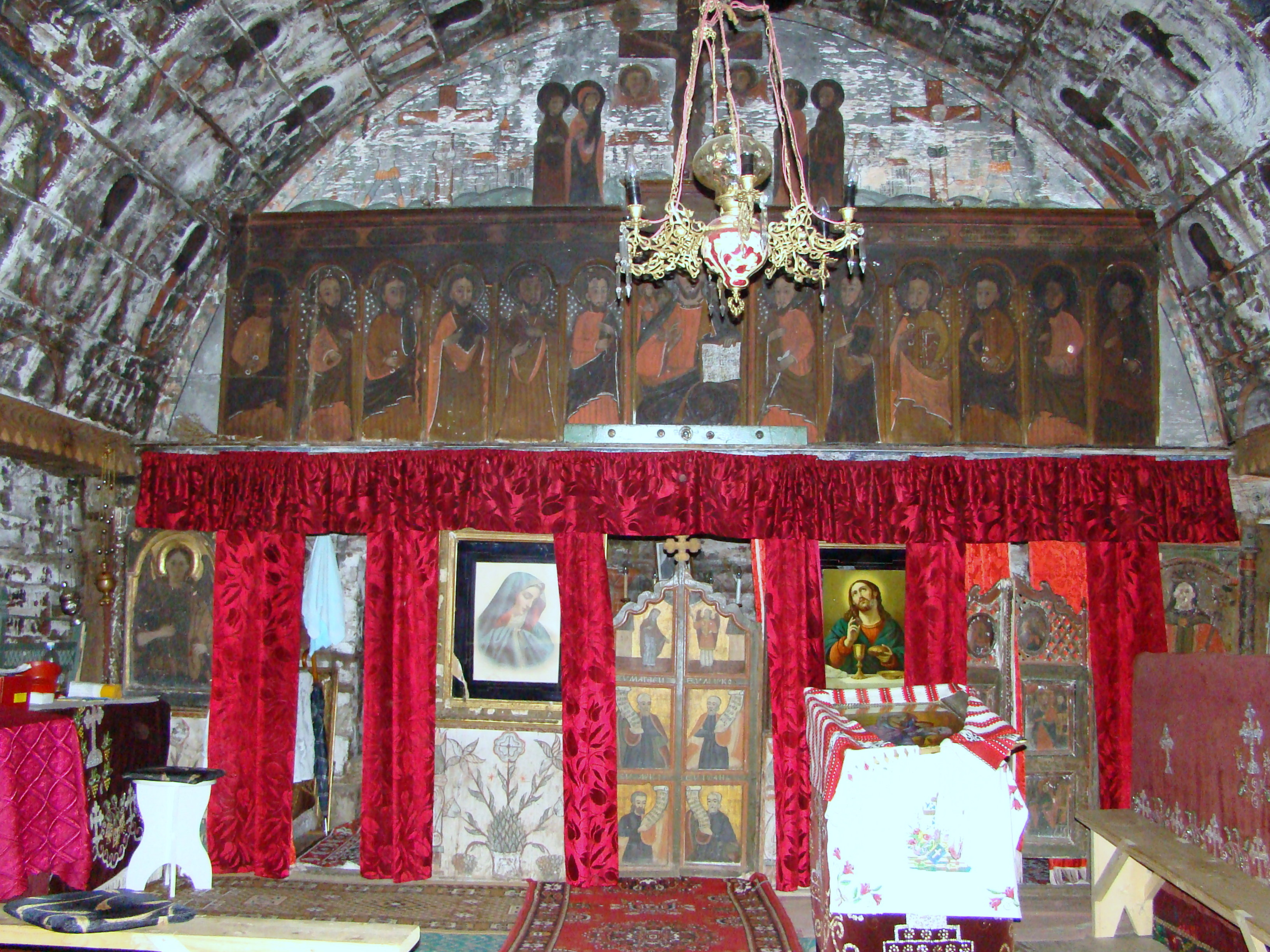
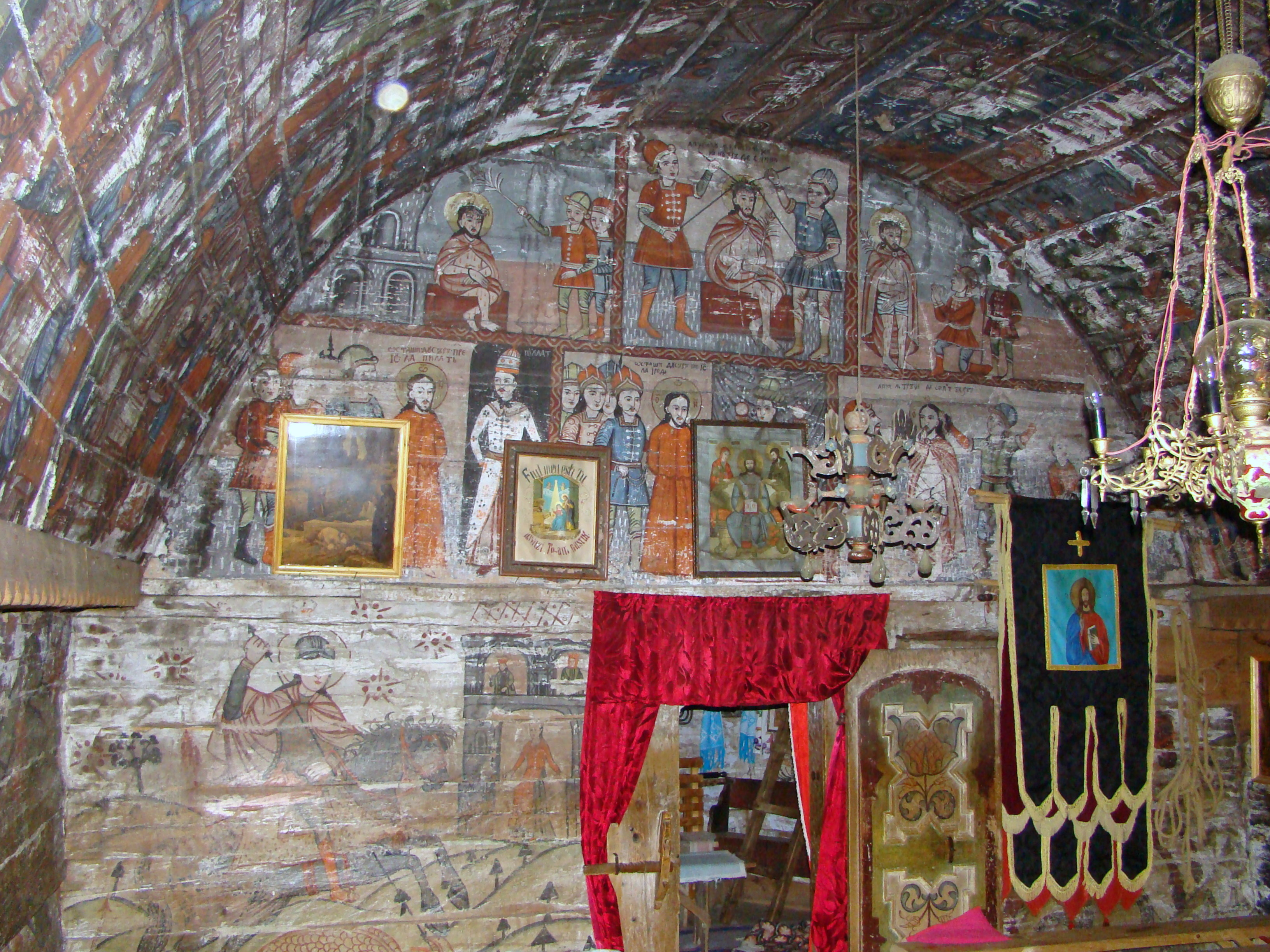
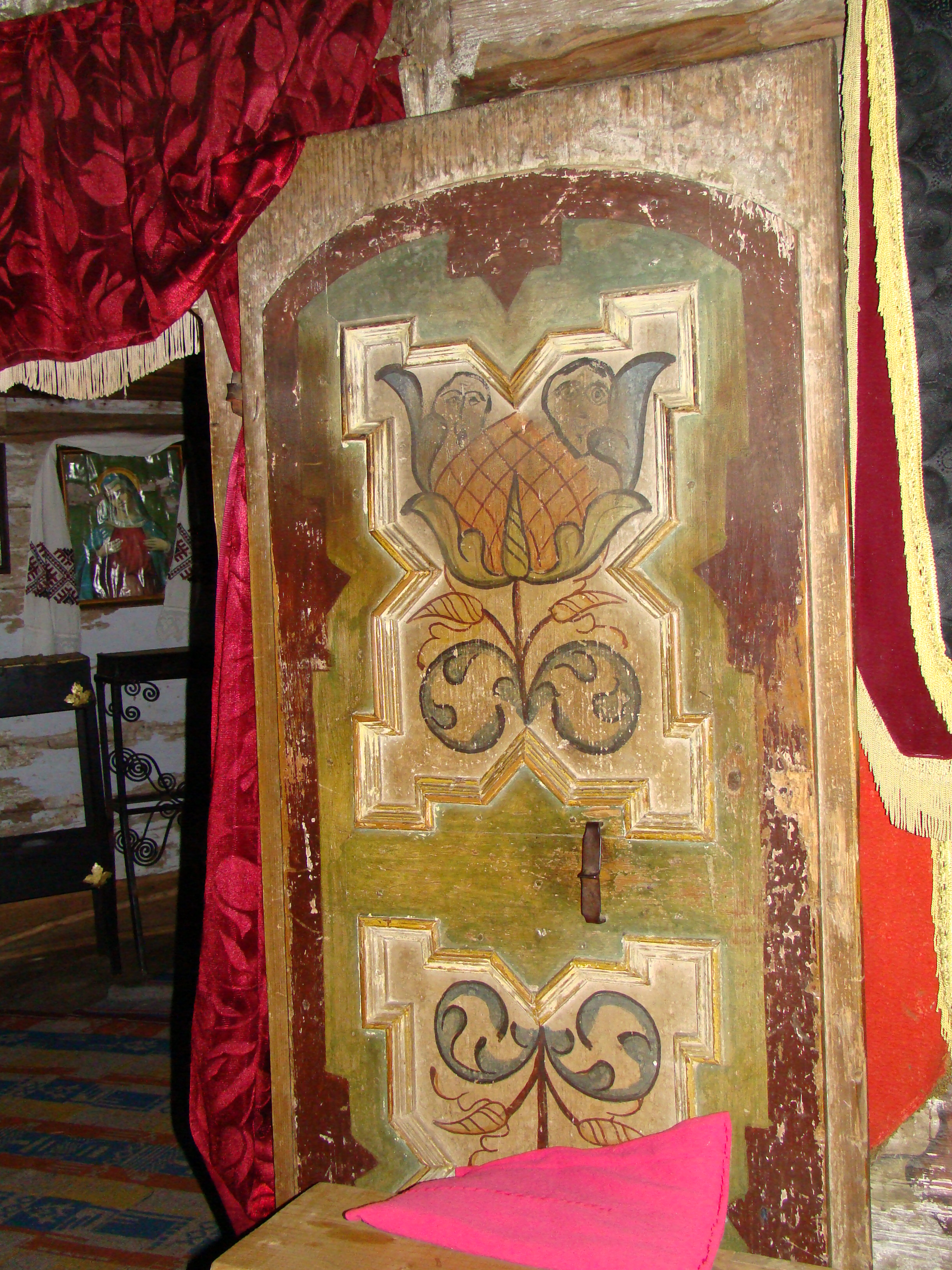
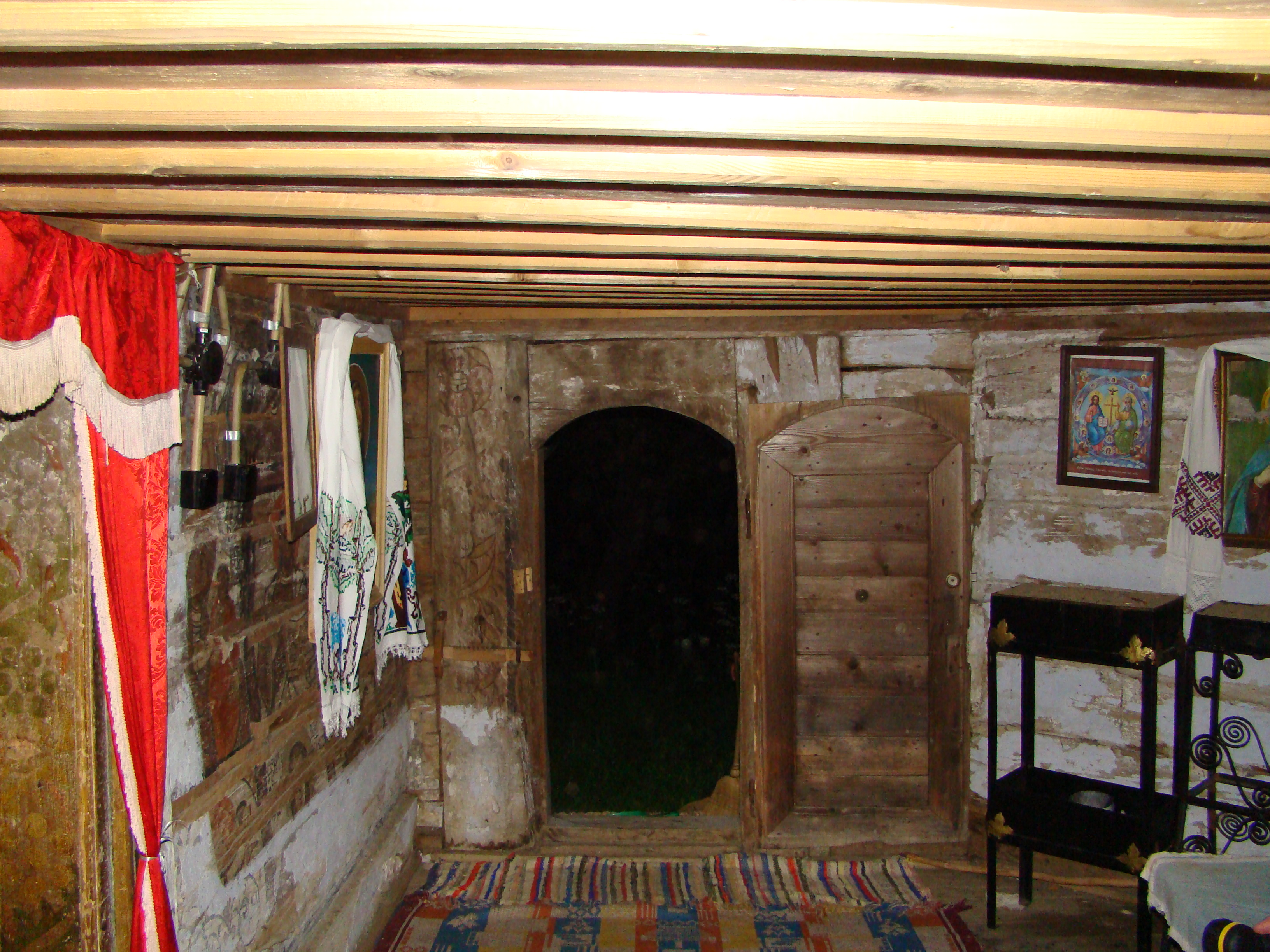

## Imagini din exterior

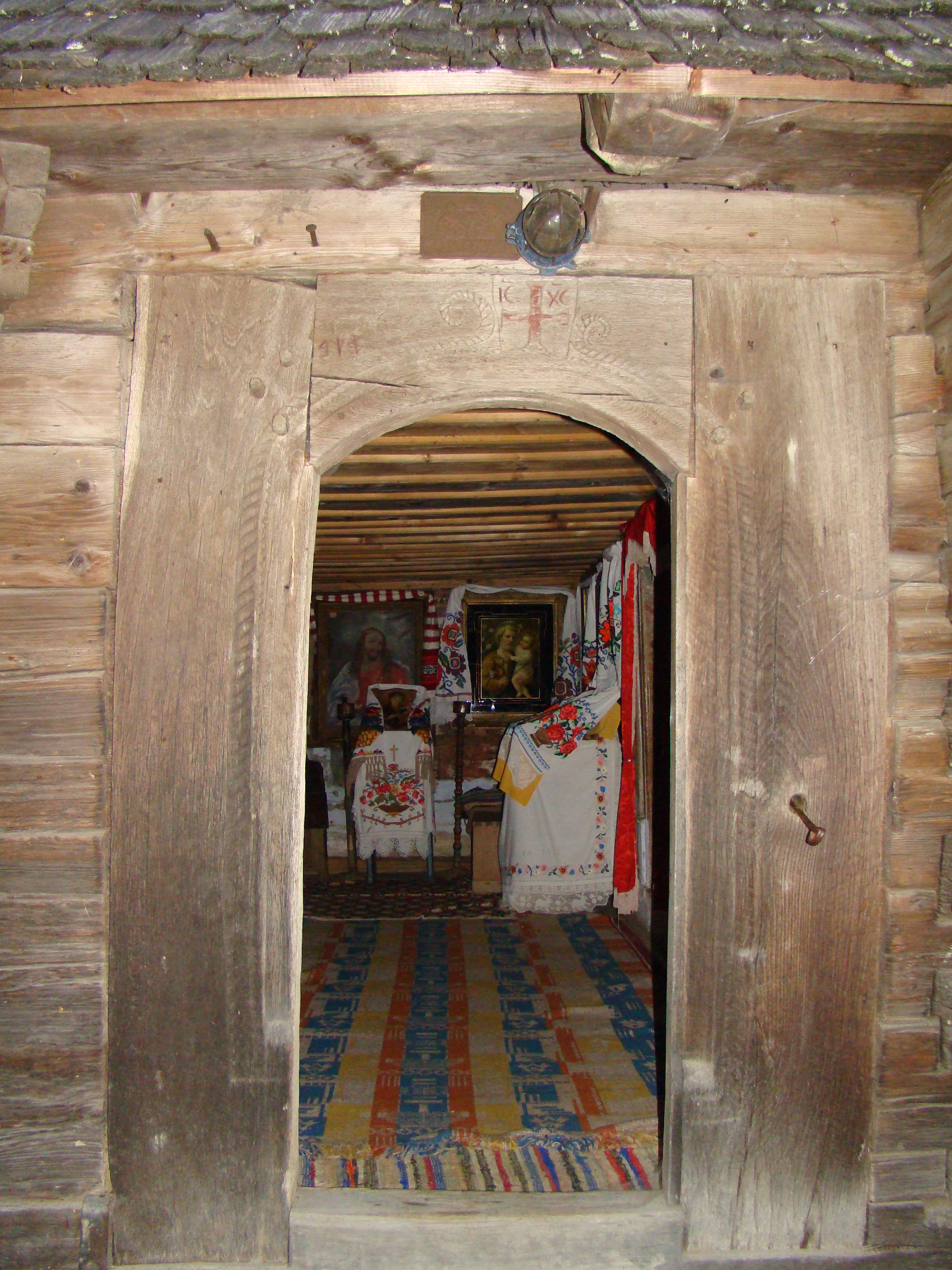
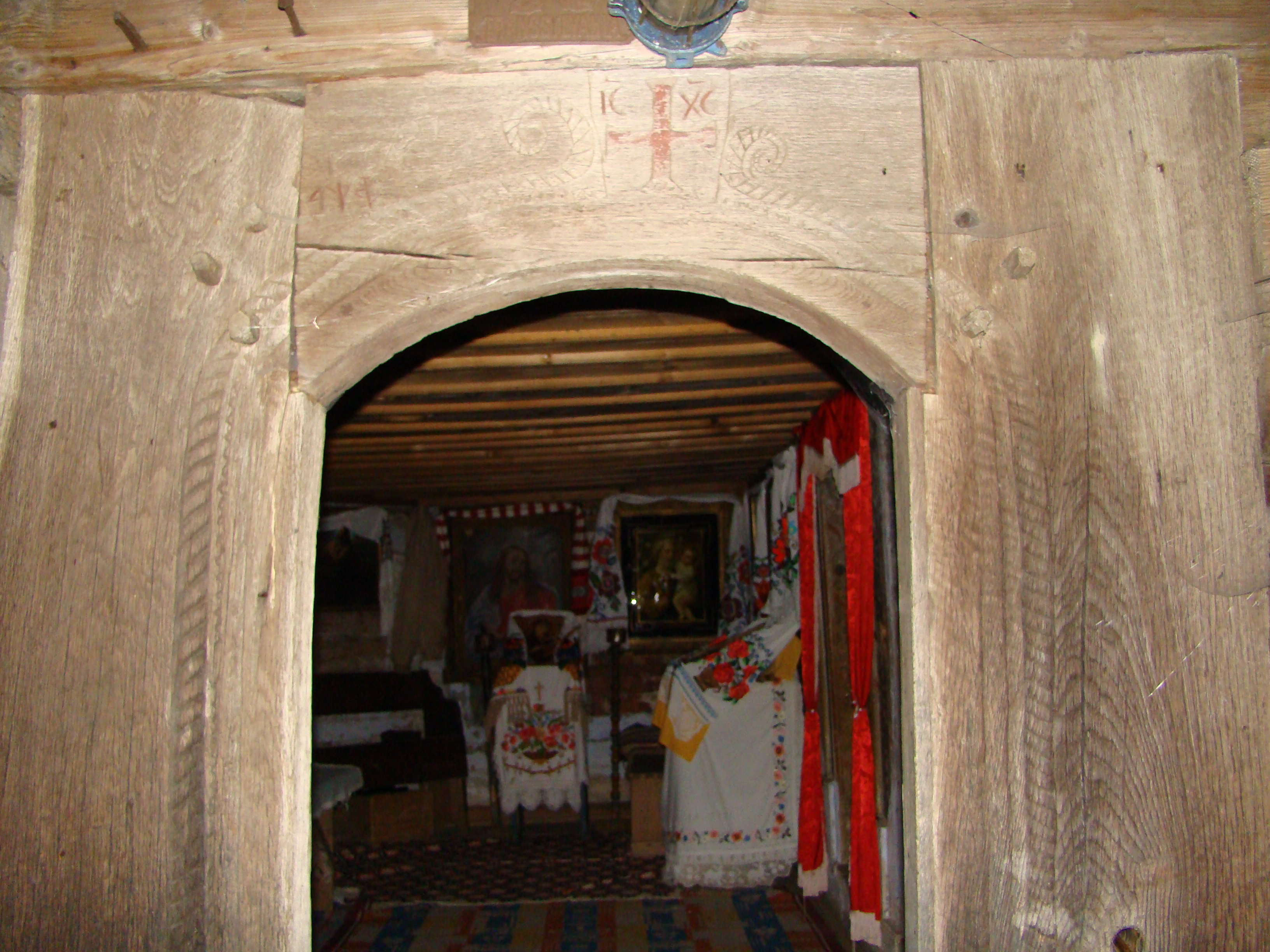
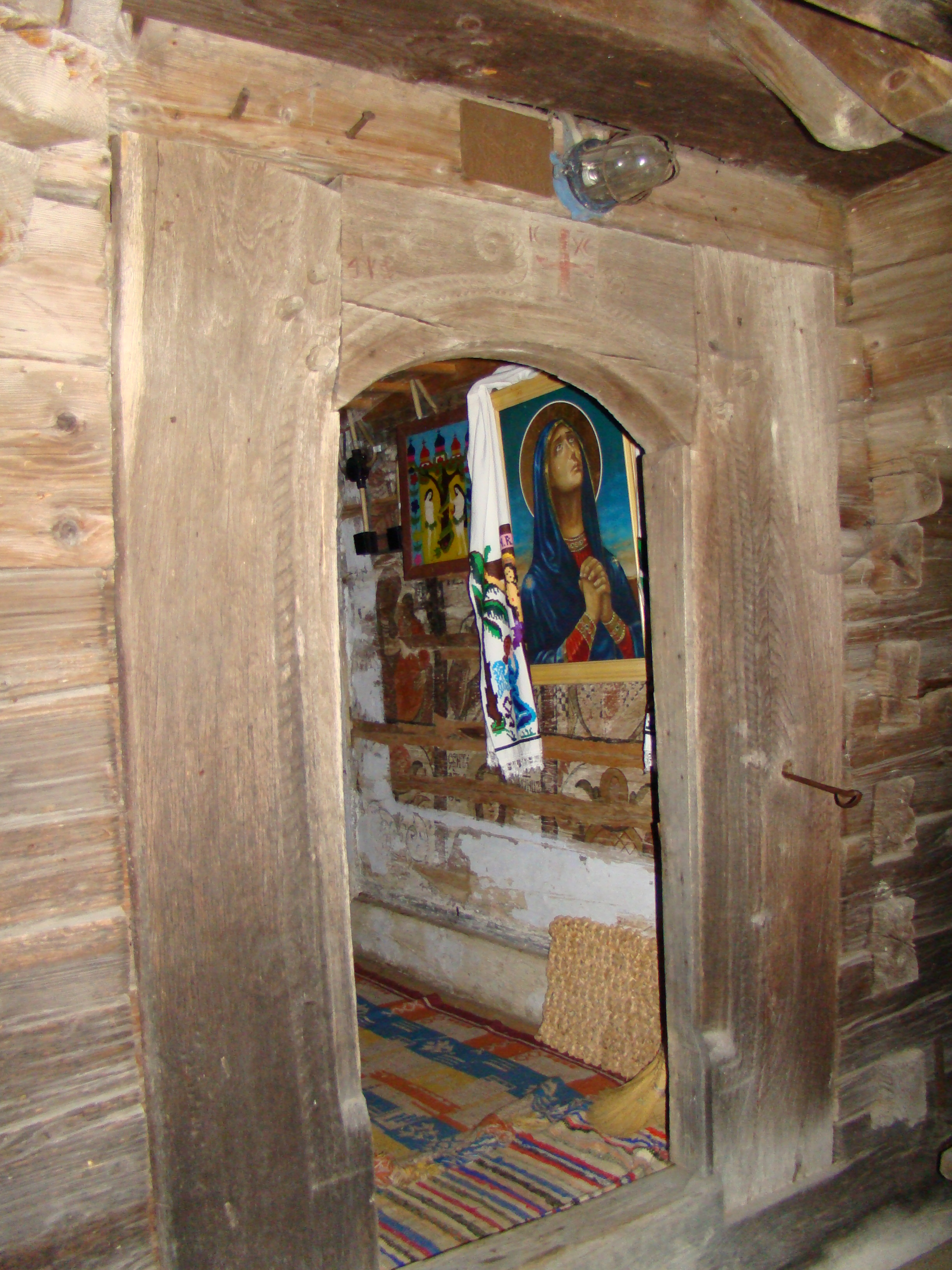
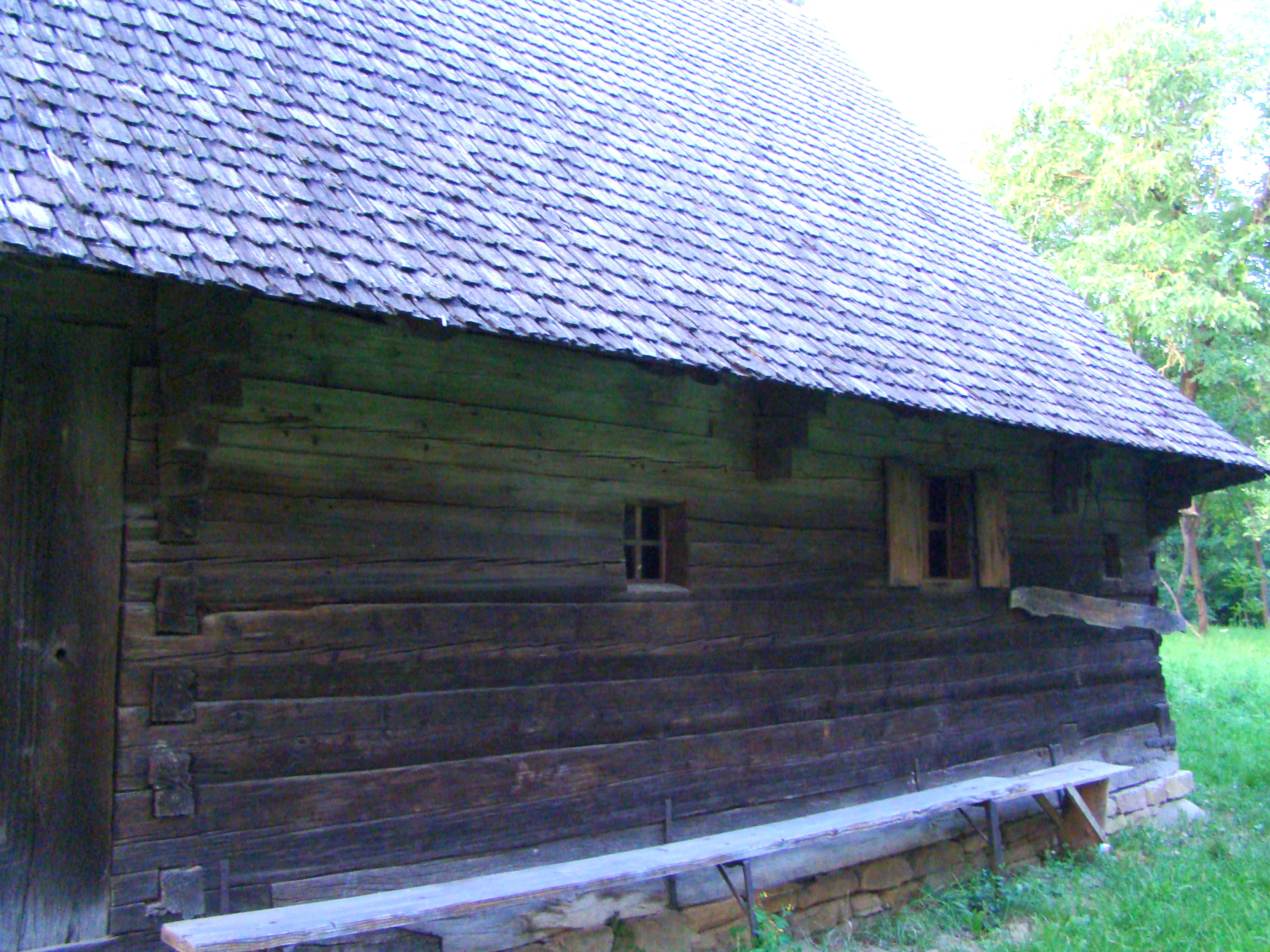
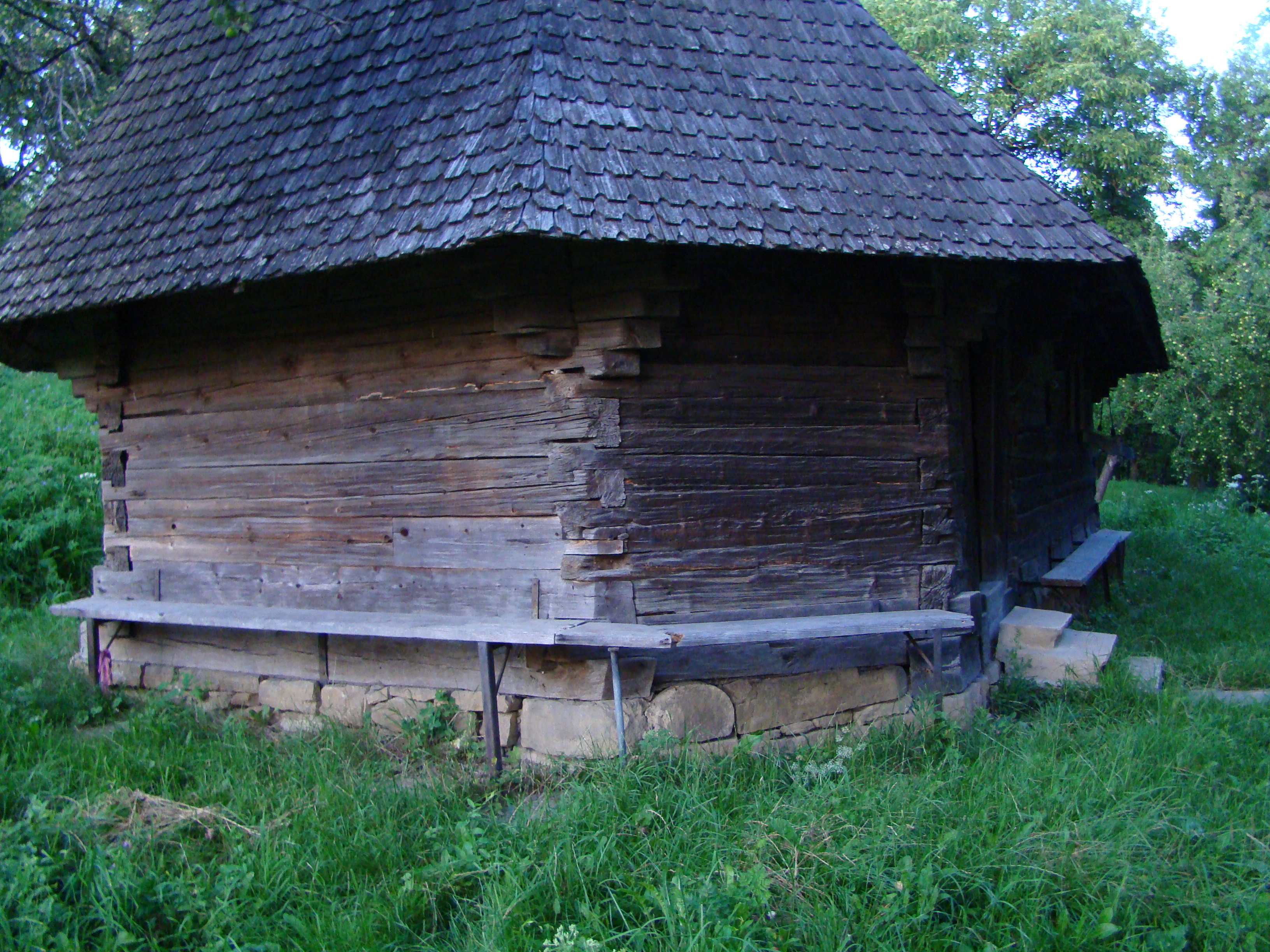
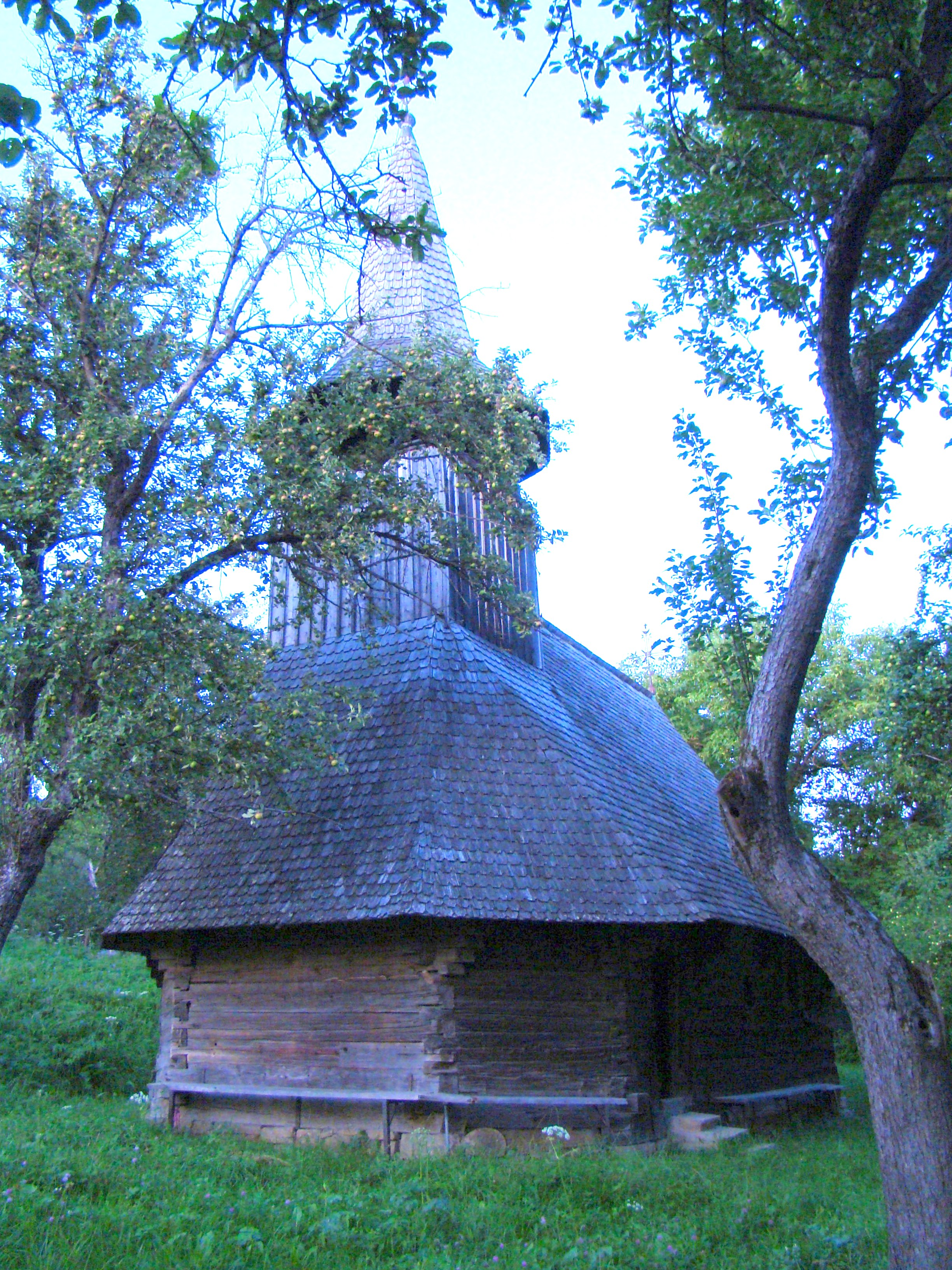
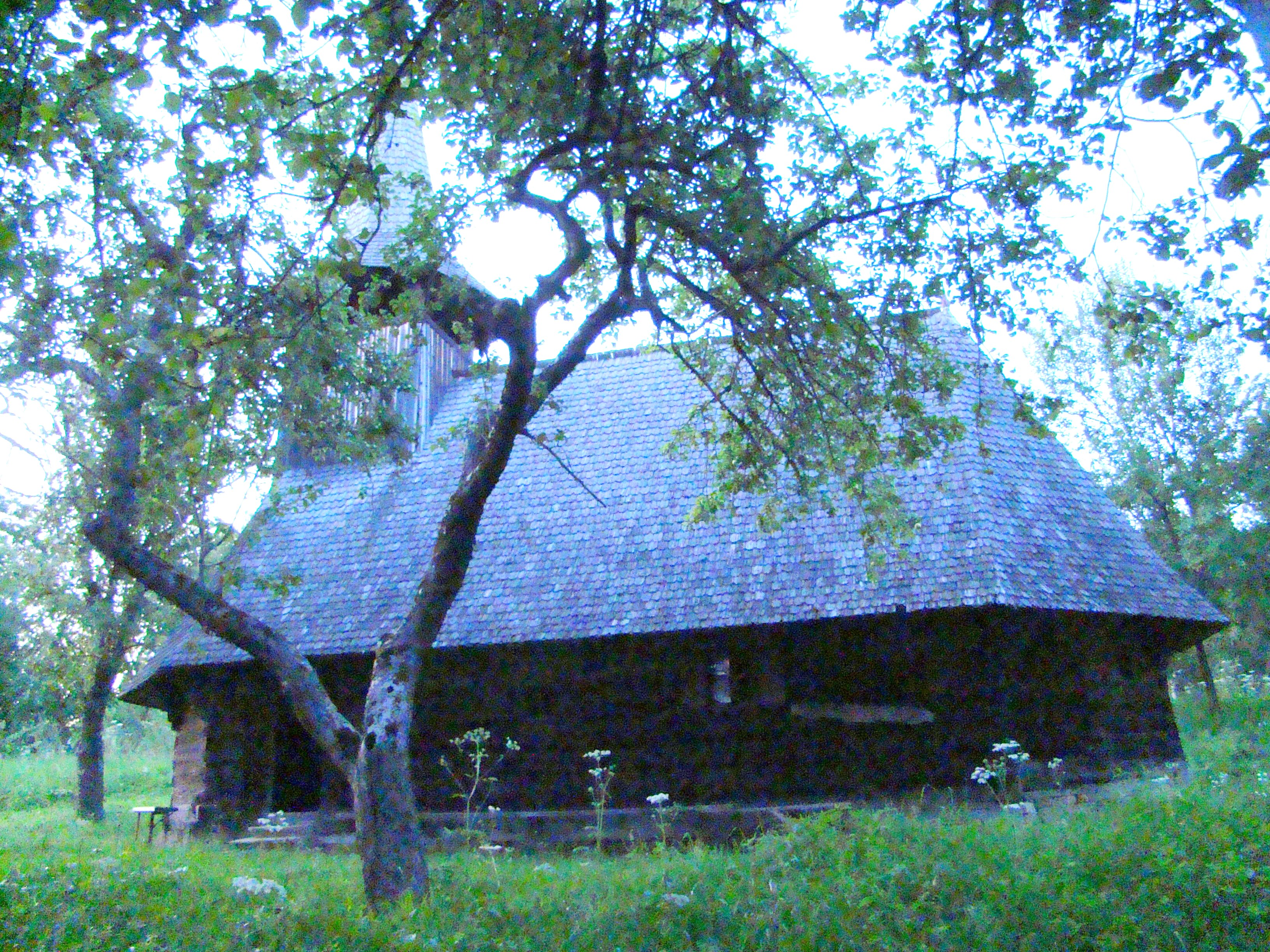
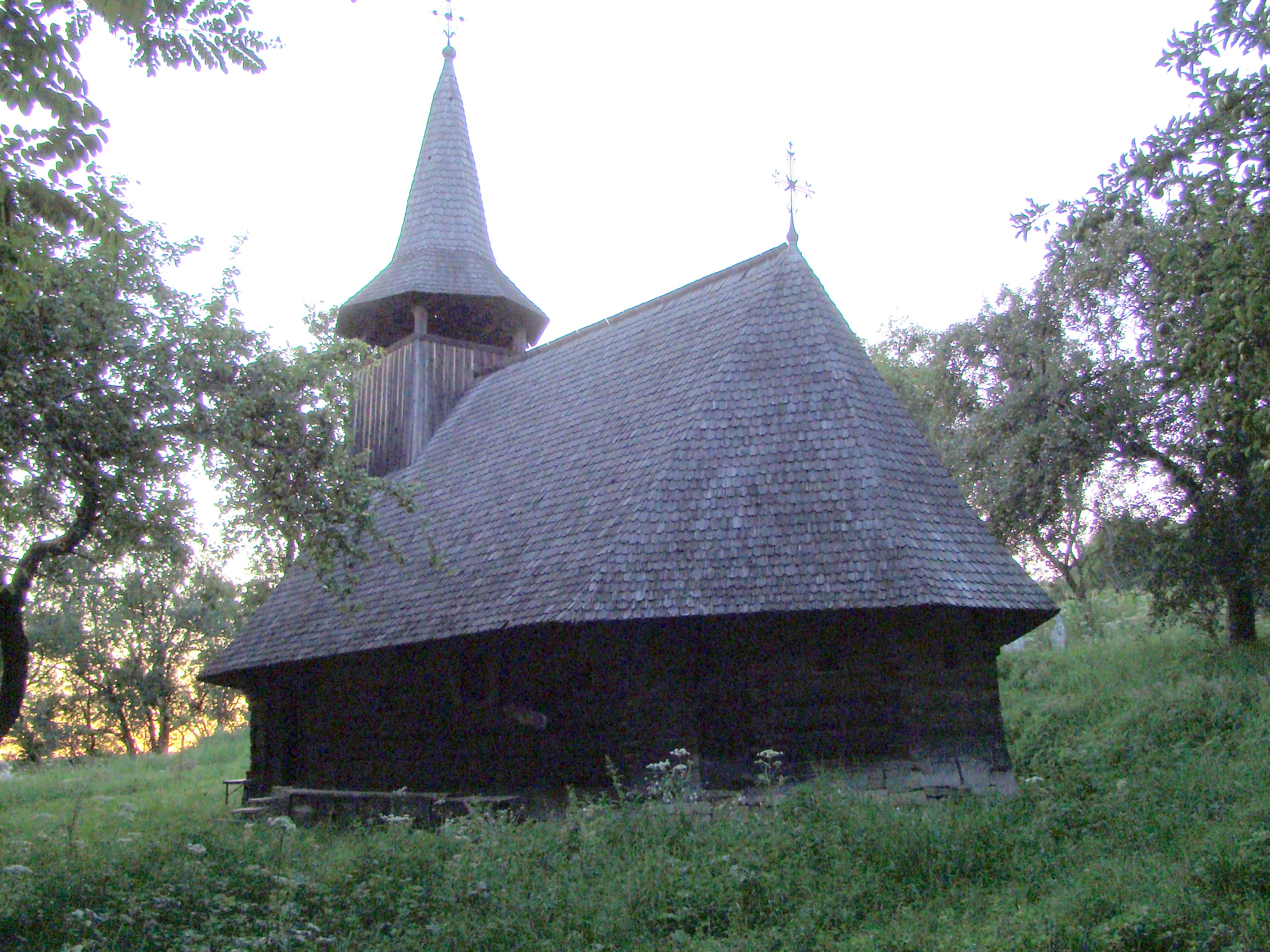
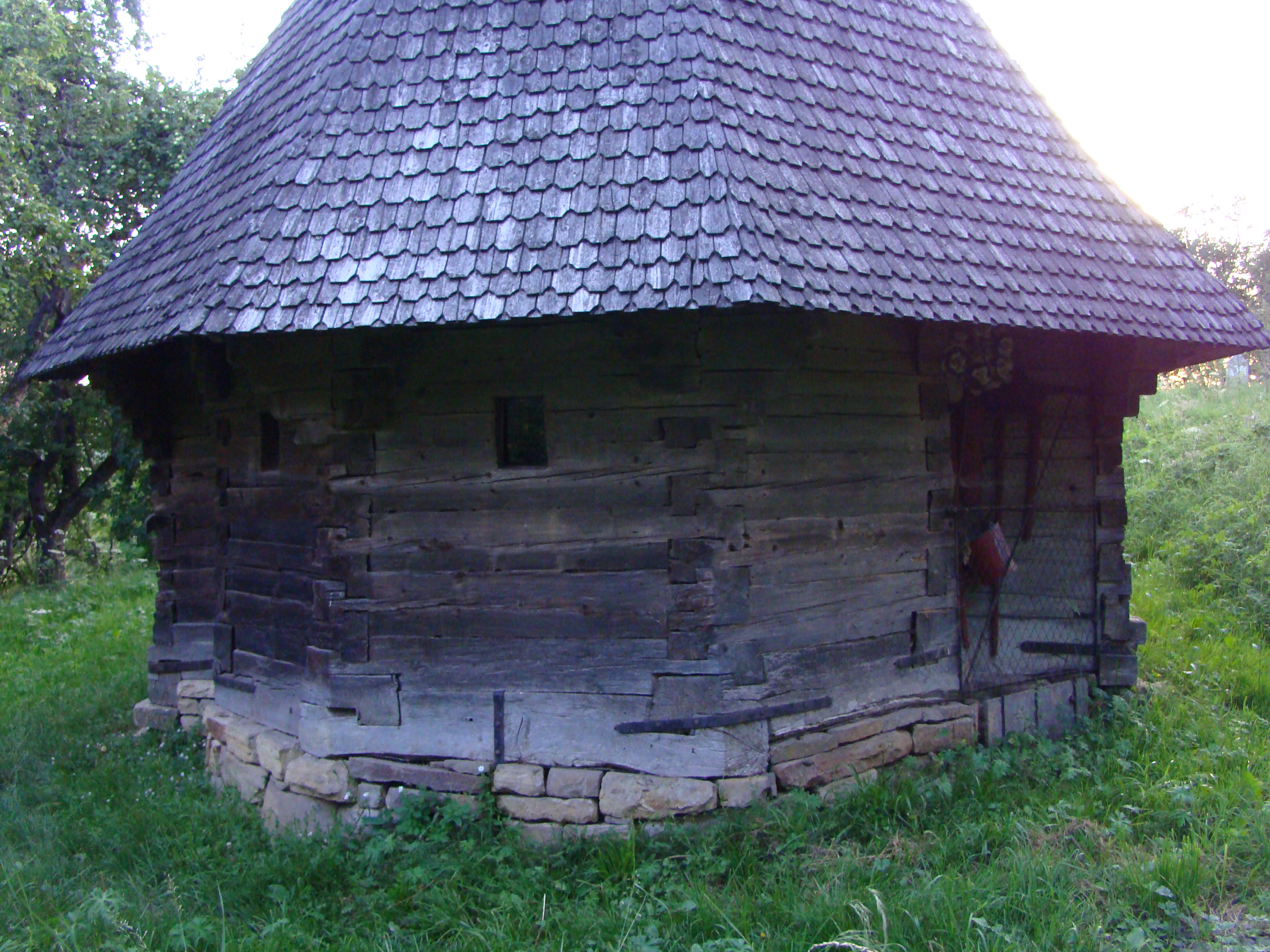
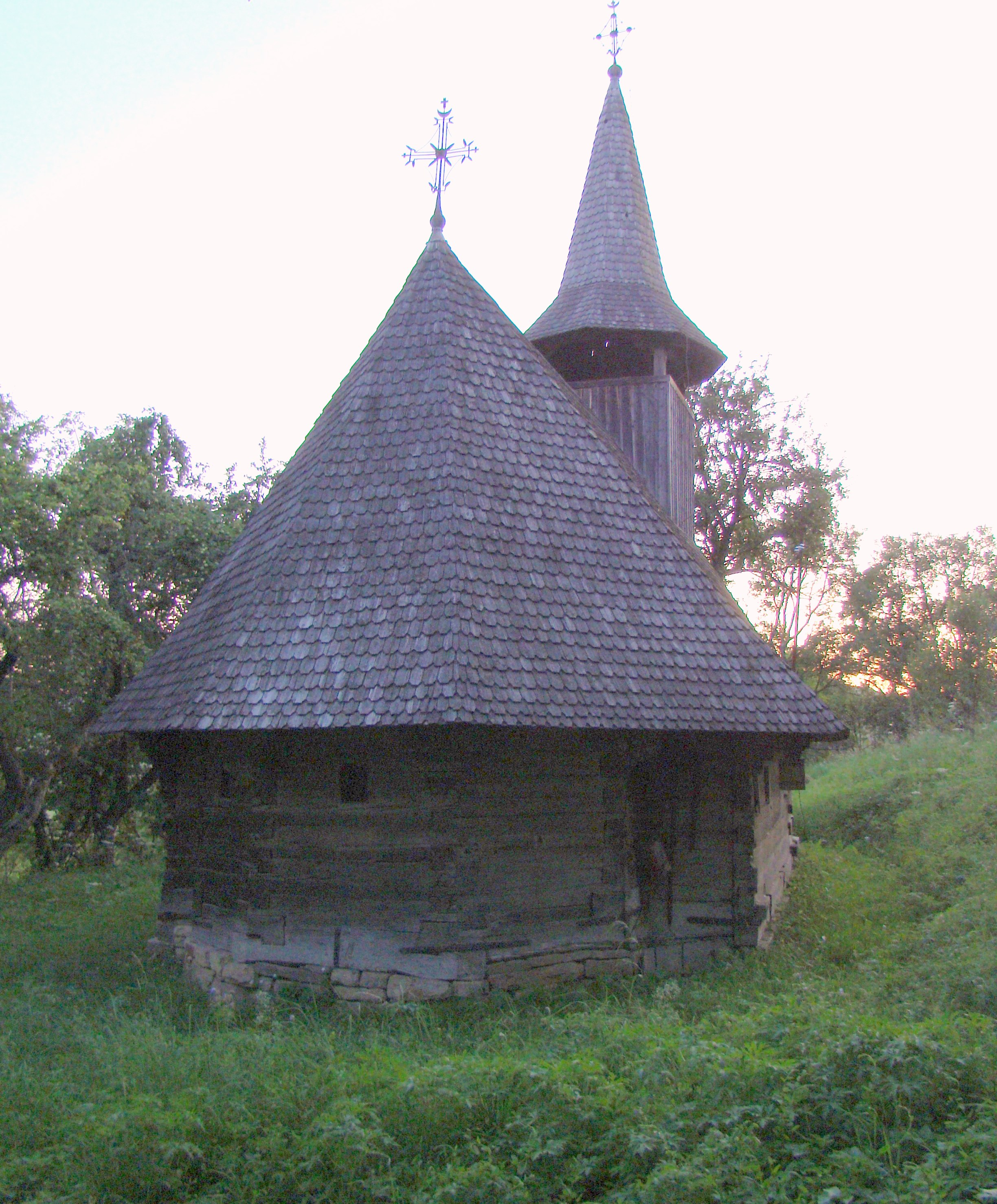
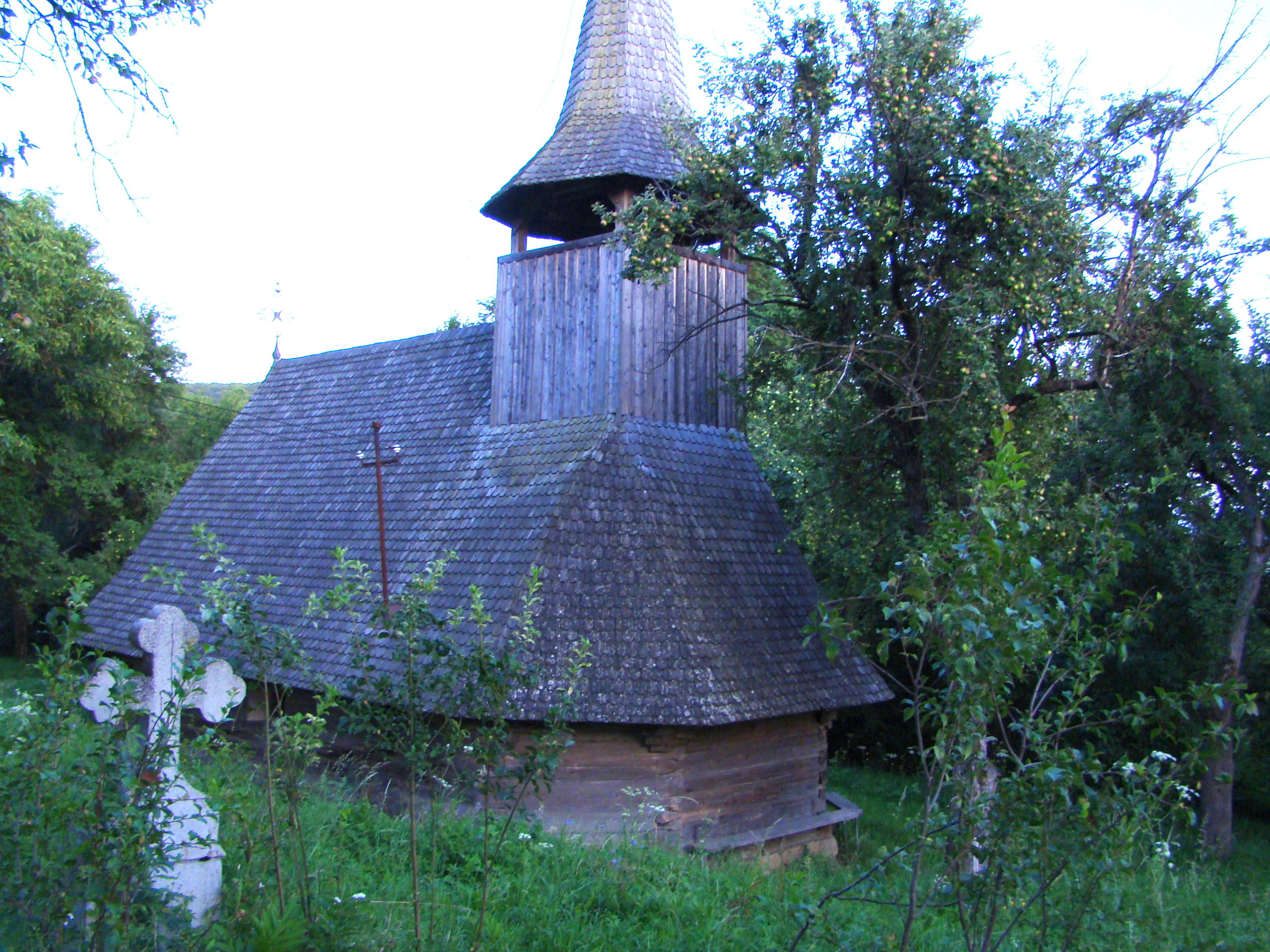
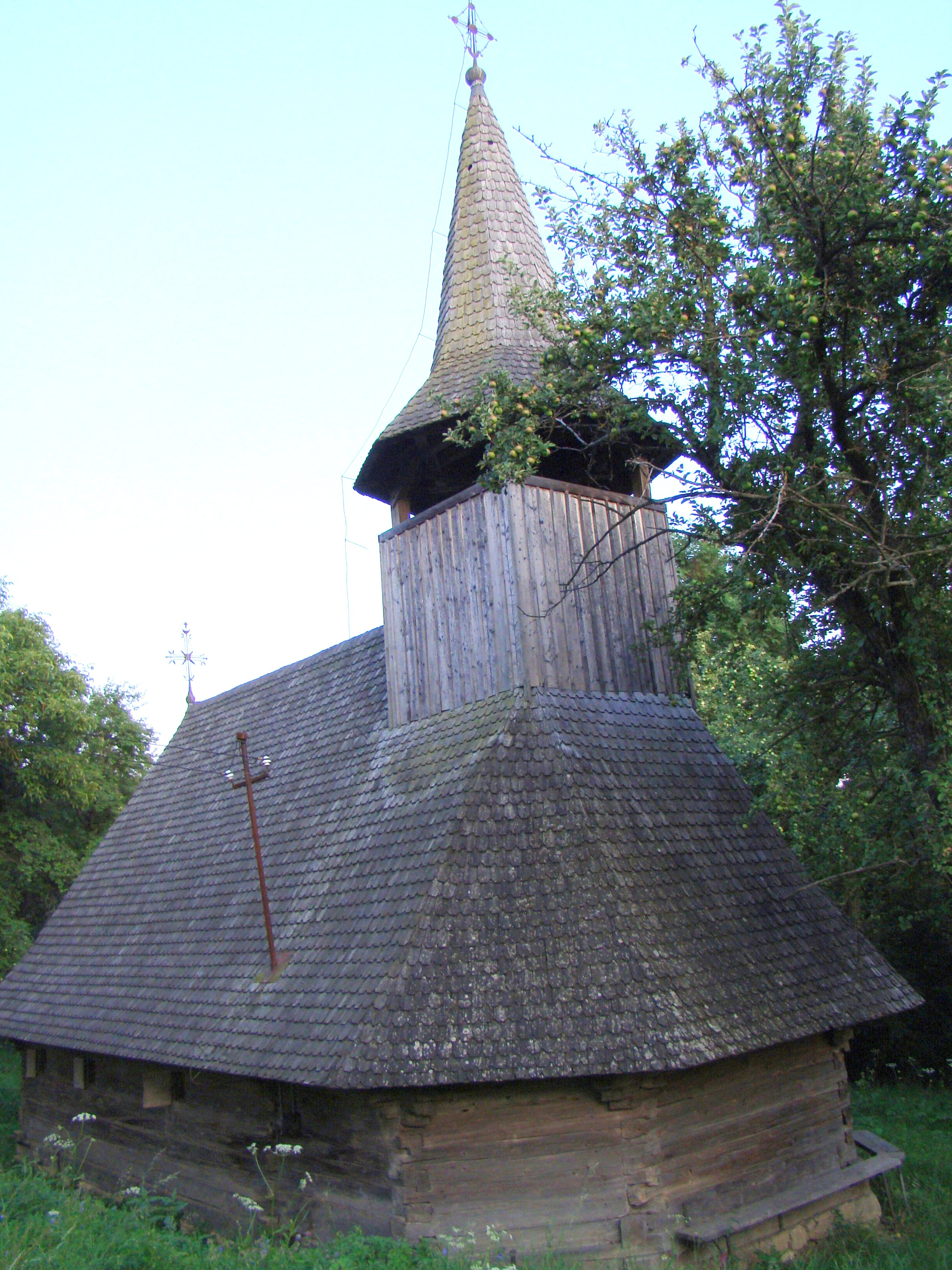
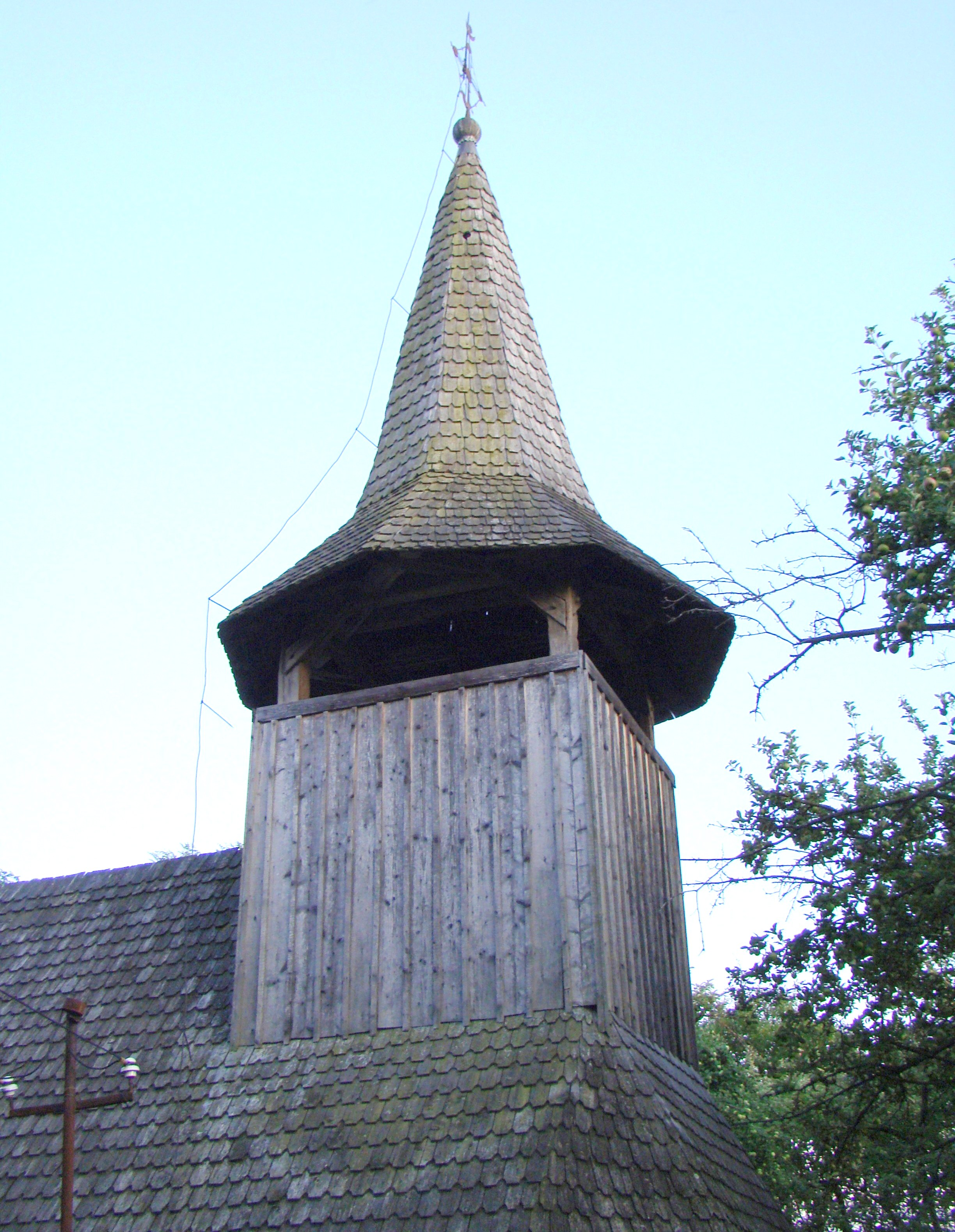
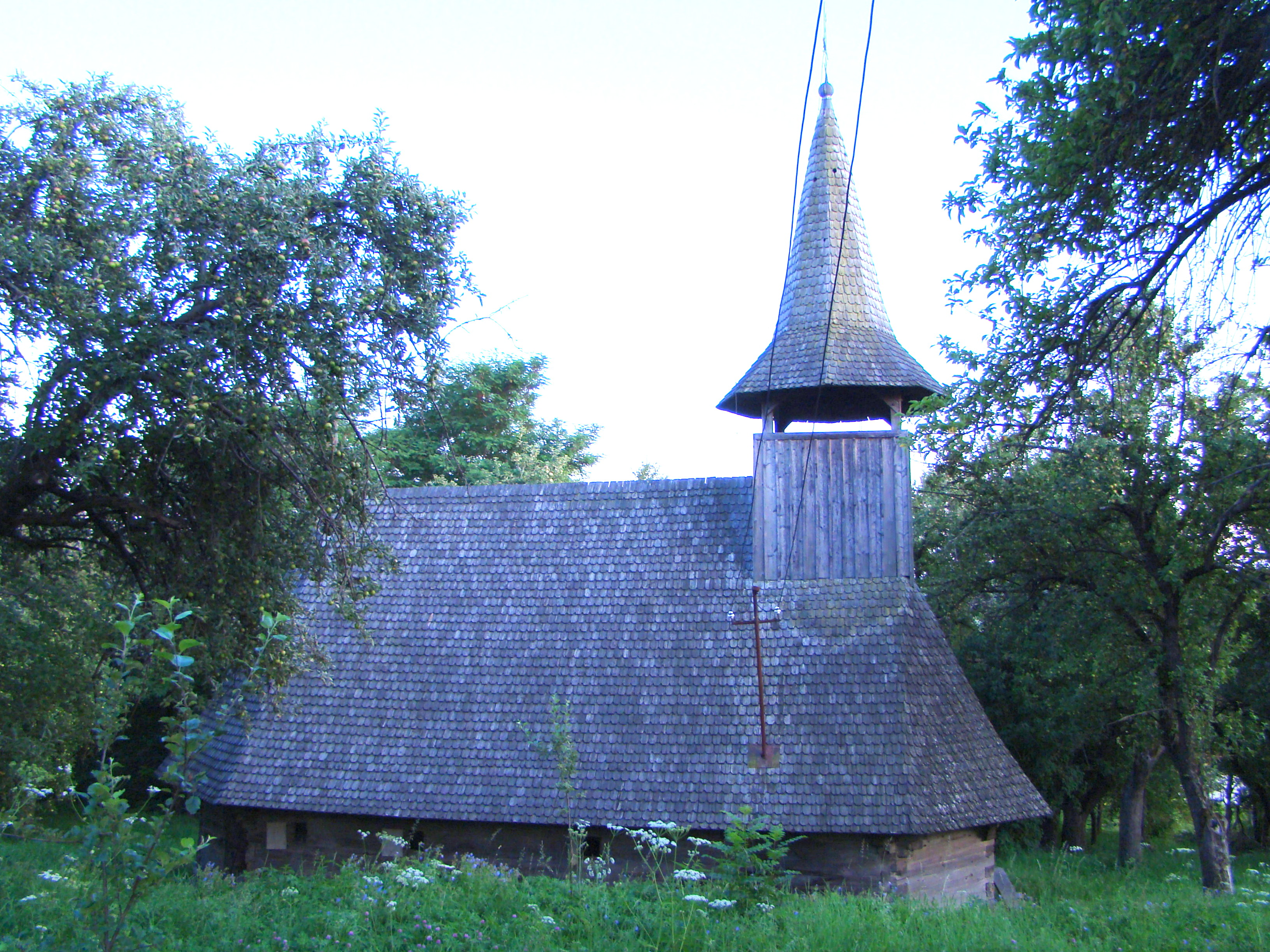
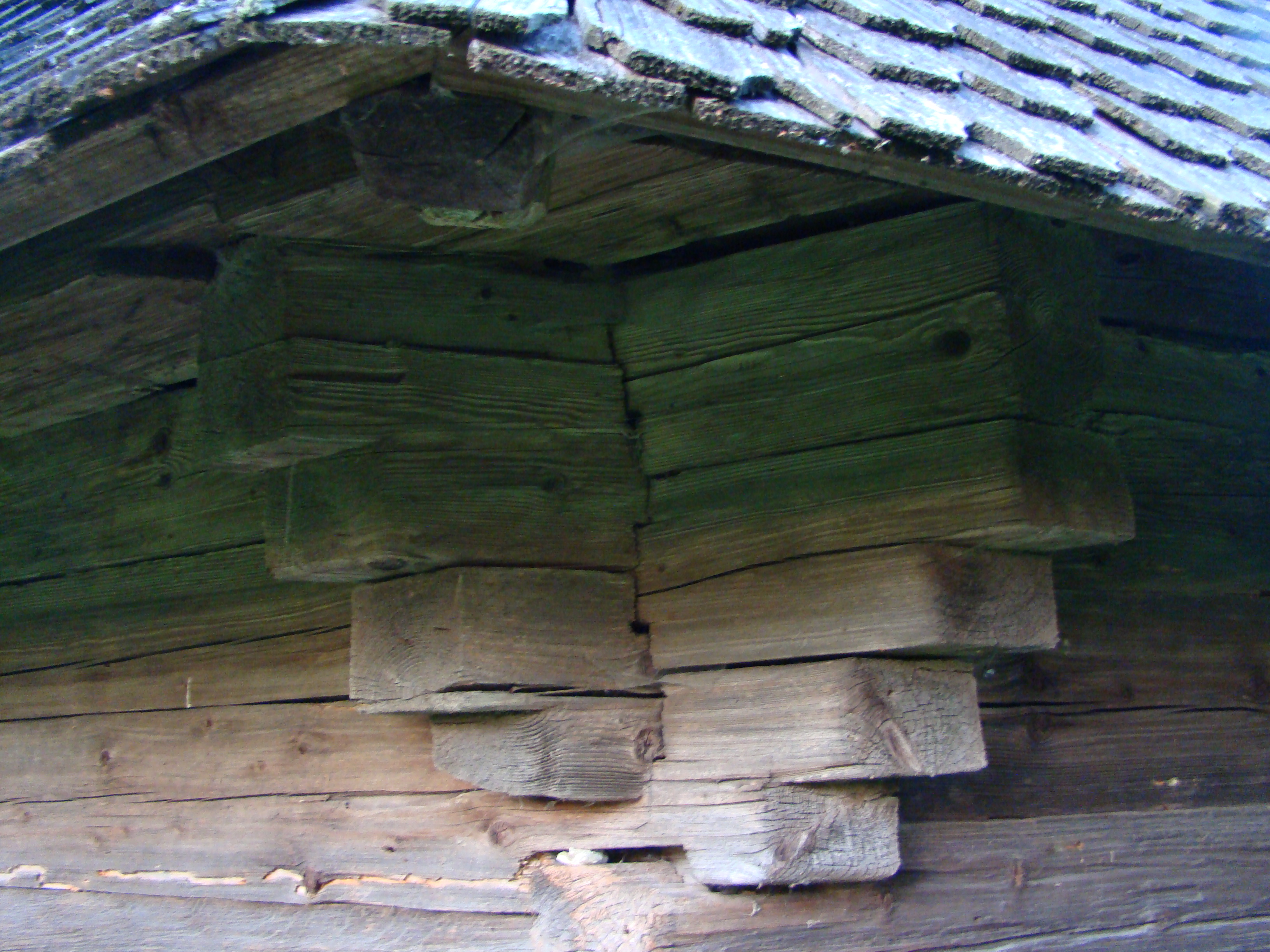
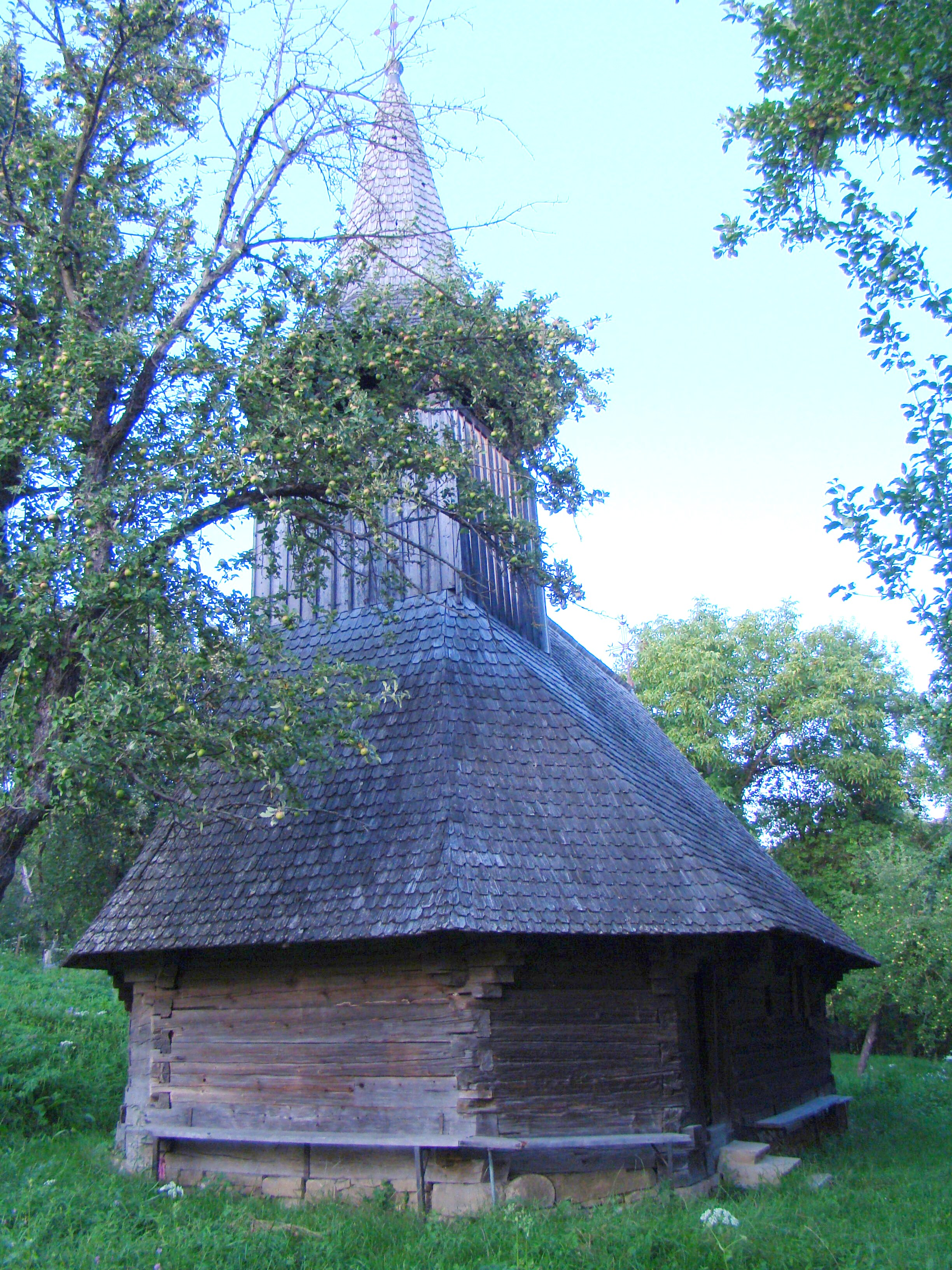